# 福山潤
福山 潤（ふくやま じゅん、1978年11月26日 - ）は、日本の男性声優、ナレーター、歌手である。BLACK SHIP代表取締役CEO。

## 来歴
声優になったきっかけは、好きだった女の子が声優を目指していて、一緒にオーディションを受けた結果合格したからである。
1997年に『月刊Asuka』のラジオCMナレーションで活動開始。青二塾大阪校13期1組卒業。1999年に青二プロダクションジュニアを退所。フリー期間を経て、ぷろだくしょんバオバブに移籍。アニメ初主演は『無敵王トライゼノン』（2000年）の神威章役。
2006年7月27歳で日本アニカン大賞・男性声優賞を受賞。同年に文化放送Event「アニメグランプリ2006」最優秀男性声優賞を受賞。同年に「まんがベストテン2006」声優賞を受賞。
2007年、初代声優アワード主演男優賞を受賞した。同年に日本アニカン大賞・男性声優賞2年連続を受賞。
2008年、アニメージュ第30回アニメグランプリ声優部門においてグランプリを受賞。同年に日本アニカン大賞男性声優部門において5回連続でも1位を獲得（声優部門初の記録）。
2009年に「東京アニメアワード2009」声優賞、第3回声優アワード海外ファン賞を受賞（史上初の賞を設立）し、アニメージュ第31回アニメグランプリ声優部門において2年連続でグランプリを受賞。
2011年4月1日、ぷろだくしょんバオバブを退社、アクセルワンに移籍。
2012年8月2日、CM&PVナレーションを担当した『ドラゴンクエストX』発売カウントダウンイベントにて登壇し心境を語った（『朝日新聞』の号外に掲載〈声優史上初〉）。
2013年には台湾の年明けイベントに出演するなど、日本国外での認知度も高い。
2016年4月26日、デビュー20周年、『朝日新聞』の朝刊で福山のインタビューが掲載。同年にアニメージュ第38回アニメグランプリ声優部門において3度目グランプリを受賞。
2017年2月15日、1stシングル「KEEP GOING ON!」をPONY CANYONよりリリース（オリコン初動6位）。同年9月24日、初ライブ『福山潤・ひとりのBocchiShow』を開催する。
2018年3月31日、アクセルワンを退社。同年4月1日、立花慎之介とダブル社長という形でBLACK SHIP株式会社を開業し、同社の所属タレントとなる。
2024年10月、本人に無断で学習・生成される生成AI音声や映像に反対する有志の会『NOMORE 無断生成AI』に参加した。

## 人物・エピソード
約6年、東京都杉並区下高井戸に住んでいた時期もある。
資格は普通自動車運転免許。趣味は麻雀、自転車。また、体を鍛えることが好きということから、2015年には自身の名を冠し顔出し出演したスポーツトレーニング（声優）バラエティ『福山ッスル!』という番組も作られている。
方言は関西弁。声種はテノール。前田真宏監督は「福山さんの声は元々どこか上品でみずみずしいと思っていたので」と形容している。
トランスフォーマー プライムの主要キャストに選ばれた際、「幼少のころにトランスフォーマー、トランスフォーマー2010にハマり、おもちゃに多大なる憧れを抱いておりました」と発言していた。
CLAMPが関連する作品、富野由悠季が監督の作品に多く出演している。富野は、「福山君に関しては『∀ガンダム』で役の骨格を覚えてはいたんだけれども、『間違った役者さんになってもらっては困るな』ということがあって、それを確認するためにオーディションに来てもらいました。第一声を聞いてとりあえずホッとした、ということがあります」と語っている。
『にゃんぱいあ The Animation』の杉浦プロデューサーは、「にゃてんし役の福山君が、僕らが想像していた以上のにゃてんしキャラクターとしての演技を付けてきたので、そこでキャラクターの方向性がよりビシッと固まったんですよね。それまで、にゃてんしにおいてもあやふやなところがあったんですが、彼の演技の雰囲気に引っ張られました」と述べている。原作のyukiusaは、「アフレコがあってから原稿を書く時には、福山さんの声が頭に浮かぶようになりました」と話している。
『暗殺教室』の監督岸誠二は、福山が殺せんせー役のオーディションで声を発した瞬間に「これで決まりだ」と思ったという。シリーズ構成・脚本の上江洲誠は「唯一無二のキャスティング」だと評している。
愛称は「潤」のほか、中田譲治は「じゅんちゃん」、遊佐浩二は「ジョン」「ジョンジョン」、浪川大輔、宮野真守、木村良平は「じゅんじゅん」、野島健児は「ふくじゅん」と呼んでいる。女性からは単に「潤」または「潤君」と呼ばれることが多い（沢城みゆき、大原さやか、植田佳奈、中原麻衣など）。
同じ1978年生まれの声優である近藤孝行、菅沼久義、立花慎之介、小野大輔、日野聡、間島淳司らと自主的に「DABA」というユニットを組んでいる。DABA内での名は「ピンハネ」。
声優になるきっかけになった人物に千葉繁を上げており「僕のアイドル」だという（『電光超特急ヒカリアン』で初共演）。子供の頃からアニメを見ていた際に「千葉さんが出ているからこの番組を見よう」と思っていたほどだったといい、千葉が出演している実写作品も見ていたという。千葉と共に声優になるきっかけになった人物は大塚明夫だといい、「声が大好き」「僕にとってのアイドルが千葉さんで、格好いい人が明夫さん」と語っている。
福島潤の初仕事のアニメに出演していた時には、福山は福島のとなりに座っていたという。
合成着色料・保存料・小麦アレルギーである。小学校高学年時の約2年間の食事療法などを経て、現在はパンや麺類も食べられる。また、アレルギーで市販のお菓子が食べられなかったこともあり、学生時代の趣味はお菓子作りだった。
KBS京都ラジオ「福山潤 キョウトニイケズ」の番組のパーソナリティを担当。イベントロゴは絵本アニメクリエイター twotwotwoが制作を担当。

## 出演
太字はメインキャラクター。

### テレビアニメ
1998年
- まもって守護月天!（黒板消し、男性）
- ヨシモトムチッ子物語（ロンブーアリアツシ）
- ロードス島戦記-英雄騎士伝-（ダークエルフC）

1999年
- ∀ガンダム（キース・レジェ）

2000年
- 無敵王トライゼノン（2000年 - 2001年、神威章）
- 学校の怪談（生徒達）
- ブギーポップは笑わない Boogiepop Phantom（早乙女正美 / マンティコア・ファントム）

2001年
- オフサイド（池永、高槻、島本守）
- 機動天使エンジェリックレイヤー（小林虎太郎）
- 激闘!クラッシュギアTURBO（渋谷タカ）
- ジャングルはいつもハレのちグゥ（ハリー）
- 星界の戦旗II（管制官A）
- HELLSING（助手）
- よばれてとびでて!アクビちゃん（カメラマン、白馬ガク）

2002年
- Witch Hunter ROBIN（榊晴人）
- キディ・グレイド（トゥイードゥルダム）
- クレヨンしんちゃん（2002年 - 2006年、汚田急痔）
- 最終兵器彼女（陸上部員1）
- 超重神グラヴィオン（2002年 - 2004年、天空侍斗牙） - 2シリーズ
- 電光超特急ヒカリアン（ライトニングツバサアン）
- デュエル・マスターズ（2002年 - 2004年、神谷透） - 2シリーズ
- 天地無用! GXP（アラン）
- 東京アンダーグラウンド（番長の子分）
- ドラゴンドライブ（G）
- 忍たま乱太郎（2002年 - 2023年、舳丸 / 軸丸、亡者、ヤケアトツムタケ忍者、足軽、若侍）
- ハングリーハート WILD STRIKER（新川マサヒコ）
- PIANO（高橋一也）
- ヒートガイジェイ（イアン・ナルセ）
- プリンセスチュチュ（男子生徒）
- フルメタル・パニック!（2002年 - 2005年、坂本翔太、AI、カスヤ・ヒロシ、椿一成、フライデー〈マオのAI〉） - 3シリーズ
- 名探偵コナン（剣道部員A）

2003年
- あたしンち（2003年 - 2004年、悪者大将、少年、男）
- E'S OTHERWISE（ジュマ・ダルヴァザルク）
- F-ZERO ファルコン伝説（トゥルカム）
- さいころボット コンボック（サドケン）
- SUBMARINE SUPER 99（沖進）
- デ・ジ・キャラットにょ（ネッド、ガンマン、マモンブルー）
- 成恵の世界（丸尾正樹）
- 冒険遊記プラスターワールド（2003年 - 2004年、ビートマ / ビートマEX）
- マーメイドメロディー ぴちぴちピッチ（崎谷浩介）
- ヤミと帽子と本の旅人（アーヤ、黄島竜軒、ナレーション）
- ロックマンエグゼ シリーズ（2003年 - 2006年、サーチマン） - 4シリーズ

2004年
- 陰陽大戦記（2004年 - 2005年、太刀花リク）
- かいけつゾロリ（2004年 - 2007年、ゾロリ〈子供姿〉、魚〈学生〉） - 2シリーズ
- 巌窟王（2004年 - 2005年、アルベール・ド・モルセール子爵）
- 今日からマ王!（リック）
- Get Ride! アムドライバー（ロシェット・キッス）
- サムライチャンプルー（足軽）
- スウィート・ヴァレリアン（ヘビモンスター、さわやかくん）
- ゾイドフューザーズ（ギルバート）
- それいけ!ズッコケ三人組（津久田茂）
- W〜ウィッシュ〜（遠野潤和）
- B-伝説! バトルビーダマン（ジュニア）
- BLEACH（小島水色、綾瀬川弓親）
- MADLAX（アインス）
- みさきクロニクル〜ダイバージェンス・イヴ〜（キリ弟）
- 勇午 〜交渉人〜（少年、兵士7）

2005年
- うえきの法則（アノン）
- おくさまは女子高生（岩崎航平）
- ガラスの仮面（桜小路優）
- かりん（藤谷真）
- ガンパレード・オーケストラ（竹内優斗）
- CLUSTER EDGE（ベリル・ジャスパー）
- 交響詩篇エウレカセブン（ノルブ〈少年時代〉）
- 地獄少女（ジル・ドゥ・ロンフェール）
- ツバサ・クロニクル（四月一日君尋）
- ToHeart2（河野貴明）
- はっぴぃセブン 〜ざ・テレビまんが〜（河川菊之介〈七福鬼神〉）
- ポケットモンスター アドバンスジェネレーション（トモノ）
- LOVELESS（塩入弥生）

2006年
- いぬかみっ!（川平啓太）
- INNOCENT VENUS（青狼）
- 学園ヘヴン BOY'S LOVE HYPER!（伊藤啓太）
- 金色のコルダ シリーズ（2006年 - 2009年、志水桂一） - 2シリーズ
- コードギアス 反逆のルルーシュ（2006年 - 2008年、ルルーシュ・ランペルージ） - 2シリーズ
- 少年陰陽師（藤原敏次）
- 武装錬金（武藤カズキ）
- BLACK BLOOD BROTHERS（ゼルマン・クロック）
- BLOOD+（ギー）
- プリンセス・プリンセス（河野亨）
- xxxHOLiC（2006年 - 2008年、四月一日君尋） - 2シリーズ

2007年
- おおきく振りかぶって（2007年 - 2010年、泉孝介、織田裕行） - 2シリーズ
- Over Drive（メル）
- 風のスティグマ（芹沢達也）
- キミキス pure rouge（柊明良）
- 獣神演武 -HERO TALES-（汰臥帝）
- 神霊狩/GHOST HOUND（2007年 - 2008年、中嶋匡幸）
- セイント・ビースト〜光陰叙事詩天使譚〜（神官長パンドラ）
- D.Gray-man（李佳）
- ハヤテのごとく!（あやつり執事）
- MOONLIGHT MILE（マリク・アリ・ムハンマド）
- レンタルマギカ（2007年 - 2008年、伊庭いつき）

2008年
- あまつき（六合鴇時）
- ヴァンパイア騎士（藍堂英） - 2シリーズ
- 狼と香辛料（2008年 - 2009年、クラフト・ロレンス） - 2シリーズ
- 鉄のラインバレル（2008年 - 2009年、加藤久嵩）
- 黒執事（2008年 - 2025年、グレル・サトクリフ） - 5シリーズ
- ゴルゴ13（ブルー・ファイア）
- S・A〜スペシャル・エー〜（滝島彗）
- セキレイ（2008年 - 2010年、御子上隼人） - 2シリーズ
- マクロスF（ルカ・アンジェローニ）
- モノクローム・ファクター（アンドリュー）

2009年
- アキカン!（大地カケル）
- VIPER'S CREED（ハルキ）
- キディ・ガーランド（トゥイードゥルダム、チート）
- 咲-Saki-（2009年 - 2014年、須賀京太郎） - 3シリーズ
- シャングリ・ラ（今木紫音）
- ジュエルペット（2009年 - 2015年、ディアン、毛利十四郎、ネジ川テツオ、キングクラウン 他） - 6シリーズ
- 宇宙をかける少女（レオパルド、フォン〈フリードリッヒ・オットー・ノーブルマイン〉）
- 07-GHOST（ハクレン＝オーク）
- 戦場のヴァルキュリア（マクシミリアン）
- テガミバチ（2009年 - 2011年、ゴーシュ・スエード / ノワール） - 2シリーズ
- にゃんこい!（タマ、遠藤晴彦）
- 花咲ける青少年（カール・ローゼンタール）
- PandoraHearts（ヴィンセント＝ナイトレイ）
- ルパン三世VS名探偵コナン（ジル王子）

2010年
- 裏切りは僕の名前を知っている（叢雨九十九）
- えむえむっ!（砂戸太郎）
- こばと。（四月一日君尋）
- STAR DRIVER 輝きのタクト（シンドウ・スガタ）
- デュラララ!!（2010年 - 2016年、岸谷新羅） - 4シリーズ
- 伝説の勇者の伝説（ライナ・リュート）
- 咎狗の血（リン）
- ぬらりひょんの孫（2010年 - 2011年、奴良リクオ） - 2シリーズ
- WORKING!!（2010年 - 2015年、小鳥遊宗太） - 3シリーズ

2011年
- 青の祓魔師（2011年 - 2025年、奥村雪男） - 5シリーズ
- いつか天魔の黒ウサギ（紅日向）
- 境界線上のホライゾン（2011年 - 2012年、葵・トーリ） - 2シリーズ
- デッドマン・ワンダーランド（六路文堂）
- 日常（兵士66番）
- にゃんぱいあ The Animation（にゃてんし）
- バトルスピリッツ 覇王（2011年 - 2012年、棚志テガマル）
- ファイ・ブレイン 神のパズル（2011年 - 2014年、逆之上ギャモン） - 3シリーズ
- BLOOD-C（犬）
- 真剣で私に恋しなさい!!（クッキー2）
- ラストエグザイル-銀翼のファム-（オーラン）

2012年
- アルカナ・ファミリア -La storia della Arcana Famiglia-（リベルタ）
- イクシオン サーガ DT（2012年 - 2013年、マリアンデール）
- エリアの騎士（逢沢傑）
- キングダム（2012年 - 2024年、嬴政、漂、オギコ） - 5シリーズ
- K（2012年 - 2015年、八田美咲） - 2シリーズ
- しろくまカフェ（2012年 - 2013年、パンダ）
- テニスの王子様 シリーズ（2012年 - 2024年、忍足謙也） - 3シリーズ
- 人類は衰退しました（助手さん）
- 男子高校生の日常（救世主 他）
- 中二病でも恋がしたい！（2012年 - 2014年、富樫勇太） - 2シリーズ
- 夏雪ランデブー（島尾篤）
- バトルスピリッツ ソードアイズ（2012年 - 2013年、ハガクレ・シドー）
- 氷菓（田名辺治朗）
- ポケットモンスター ベストウイッシュ（スワマ）
- マギ（2012年 - 2013年、カシム）

2013年
- RDG レッドデータガール（相楽雪政）
- イナズマイレブンGO ギャラクシー（白竜）
- 大人女子のアニメタイム 「どこかではないここ 山本文緒」（加藤周一、浜崎）
- 革命機ヴァルヴレイヴ（アードライ）
- キューティクル探偵因幡（森〈フォレスト〉マサシ）
- 黒子のバスケ（2013年 - 2015年、花宮真） - 2シリーズ / 2016年に『ウインターカップ総集編』劇場上映
- 血液型くん!（2013年 - 2016年、A型くん） - 4シリーズ
- げんしけん 二代目（朽木学）
- 最強銀河 究極ゼロ 〜バトルスピリッツ〜（2013年 - 2014年、ソルト、アルティメット・リーン）
- DD北斗の拳（わら人形の男、火星人）
- にゅるにゅる!!KAKUSENくん（カクセンセー）
- まおゆう魔王勇者（勇者）
- 魔界王子 devils and realist（ケヴィン・セシル）
- ムシブギョー（長福丸）
- 勇者になれなかった俺はしぶしぶ就職を決意しました。（シエル・スクリプト）

2014年
- 甘城ブリリアントパーク（トリケン）
- おじゃる丸（2014年 - 2024年、おじさん、電ボ三十一郎、店長、かんざし職人）
- 金色のコルダ Blue♪Sky（如月響也）
- ストレンジ・プラス（巧美） - 2シリーズ
- 戦国BASARA Judge End（小早川秀秋）
- ディーふらぐ!（河原中）
- 七つの大罪（2014年 - 2021年、キング） - 4シリーズ + 特別編
- 信長協奏曲（徳川家康）
- ノラガミ（2014年 - 2015年、兆麻） - 2シリーズ
- ハマトラ（バースデイ） - 2シリーズ
- 魔法戦争（狼神鷹雄）
- RAIL WARS!（高山直人）
- ワールドトリガー（2014年 - 2022年、烏丸京介） - 3シリーズ

2015年
- 赤髪の白雪姫（2015年 - 2016年、ラジ） - 2シリーズ
- 暗殺教室（2015年 - 2016年、殺せんせー / 死神） - 2シリーズ
- おそ松さん（2015年 - 2025年、一松 / 平松 / 一子 / 一馬 / 一美 / マジヘライッチー / F6一松 / ねこだまし、福山潤） - 4シリーズ + 特別編
- 俺物語!!（一之瀬光基）
- 神様はじめました◎（麻毛理神）
- ダイヤのA（枡伸一郎）
- 美男高校地球防衛部LOVE!（2015年 - 2016年、有馬燻） - 2シリーズ
- ミニはま（バースデイ）
- 山田くんと7人の魔女（山崎春馬）
- 乱歩奇譚 Game of Laplace（ナミコシ）

2016年
- 亜人（中野攻）
- うどんの国の金色毛鞠（藤山俊亮、S田先生、たこのえいりあん、曾根崎先生、ジョン、岩倉 他）
- ジョーカー・ゲーム（実井）
- 坂本ですが?（チョン・チョリソー）
- 石膏ボーイズ（ヘルメス）
- 双星の陰陽師（2016年 - 2017年、きなこ）
- タイガーマスクW（2016年 - 2017年、ケビン・アンダーソン / ワーグナー、ミラクル2）
- ダンガンロンパ3 -The End of 希望ヶ峰学園- 絶望編/希望編（花村輝々）
- ニンジャスレイヤー フロムアニメイシヨン スペシャル・エディション版（アゴニィ）
- ねじ巻き精霊戦記 天鏡のアルデラミン（ジャン・アルキネクス）
- バトルスピリッツ ダブルドライブ（2016年 - 2017年、タツミ）
- 文豪ストレイドッグス（2016年 - 2023年、坂口安吾） - 4シリーズ
- ユーリ!!! on ICE（西郡豪）
- PERSONA5 the Animation -THE DAY BREAKERS-（主人公〈ジョーカー〉）

2017年
- ハンドシェイカー（ブレイク）
- 弱虫ペダル シリーズ（2017年 - 2023年、岸神小鞠） - 3シリーズ
- 銀の墓守り（2017年 - 2018年、陸水銀） - 2シリーズ
- 覆面系ノイズ（黒瀬歩）
- BORUTO-ボルト- NARUTO NEXT GENERATIONS（2017年 - 2018年、大筒木トネリ）
- 時間の支配者（ヴィクト・プーチン）
- 恋と嘘（研修医）
- ブラッククローバー（2017年 - 2021年、フィンラル・ルーラケイス）

2018年
- みっちりねこ（ミッチー）
- ラーメン大好き小泉さん（小林）
- イナズマイレブン アレスの天秤 / オリオンの刻印（2018年 - 2019年、野坂悠馬） - 2シリーズ
- PERSONA5 the Animation（2018年 - 2019年、雨宮蓮） - 1シリーズ + 特別編前後編
- 妖怪ウォッチ シャドウサイド（2018年 - 2019年、蛇王カイラ）
- 深夜!天才バカボン（福山潤）
- ぐらんぶる（2018年 - 、工藤会長） - 2シリーズ
- BANANA FISH（ユーシス / 李月龍）
- 学園BASARA（小早川秀秋）
- RELEASE THE SPYCE（用心棒）
- 走り続けてよかったって。（須山湊）
- 転生したらスライムだった件（2018年 - 2024年、レオン)
- ポケットモンスター サン&ムーン（2018年 - 2019年、ハウ）

2019年
- W'z《ウィズ》（レイジロウ / 荒城令次郎）
- 明治東亰恋伽（藤田五郎）
- からくりサーカス（アルレッキーノ）
- ポプテピピック TVスペシャル 玄武ver.（ピピ美〈第13話Bパート〉）
- わしも WASIMO（メロンちゃん）
- 真夜中のオカルト公務員（宮古新）
- RobiHachi（ギョギョくん）
- ポチっと発明 ピカちんキット（日ノ本ワタル）
- 鬼滅の刃（矢琶羽）
- 盾の勇者の成り上がり（2019年 - 2022年、ラルクベルク） - 2シリーズ
- かつて神だった獣たちへ（クリストファー / ガーゴイル）
- 荒ぶる季節の乙女どもよ。（山岸知明）
- 胡蝶綺 〜若き信長〜（捨阿弥）
- ロード・エルメロイII世の事件簿 -魔眼蒐集列車 Grace note-（ドクター・ハートレス）
- アフリカのサラリーマン（ペン三郎）
- 俺を好きなのはお前だけかよ（ホース〈葉月保雄〉）
- 妖怪学園Y 〜Nとの遭遇〜（2019年 - 2021年、追田駿三 / オ・イーター、霧隠ラント 他）

2020年
- ブレーカーズ（隼人）
- あひるの空（蒲地太郎）
- ぼくのとなりに暗黒破壊神がいます。（小雪芹）
- 織田シナモン信長（太田牛一 / カ〆ムシ / アリ / ハト、ナレーション）
- あはれ!名作くん（月の使者）
- トミカ絆合体 アースグランナー（2020年 - 2021年、マッハ ゴウ、スティーブ、グランナーG）
- 食戟のソーマ 豪ノ皿（朝陽 / 鈴木先生）
- LISTENERS リスナーズ（ジミ・ストーンフリー）
- 邪神ちゃんドロップキック'（公家）
- アルゴナビス from BanG Dream!（洲崎遵）
- 半妖の夜叉姫（2020年 - 2022年、理玖 / 鹿猪） - 2シリーズ

2021年
- プレイタの傷（三門バンリ）
- ホリミヤ（2021年 - 2023年、柳明音） - 2シリーズ
- 怪病医ラムネ（水月）
- 文豪ストレイドッグス わん!（坂口安吾）
- Vivy -Fluorite Eye's Song-（マツモト）
- 聖女の魔力は万能です（カイル・スランタニア）
- 新幹線変形ロボ シンカリオンZ（2021年 - 2022年、スマット）
- ドラゴン、家を買う。（ロベルト）
- さよなら私のクラマー（武市ハンペイタ）
- Fairy蘭丸〜あなたの心お助けします〜（妻原）
- おしりたんてい（シロー）
- 現実主義勇者の王国再建記（2021年 - 2022年、カストール・バルガス） - 2シリーズ
- 吸血鬼すぐ死ぬ（2021年 - 2023年、ドラルク） - 2シリーズ
- ヴィジュアルプリズン（吸血鬼）
- 境界戦機（2021年 - 2022年、ジェルマン・ゴベール） - 2シリーズ
- パズドラ（保良フカシ）
- 逆転世界ノ電池少女（真国上官）

2022年
- フットサルボーイズ!!!!!（ハリケーン児玉）
- リーマンズクラブ（霧島隼人）
- トモダチゲーム（男、クロキ）
- ヒロインたるもの!〜嫌われヒロインと内緒のお仕事〜（IV）
- 異世界おじさん（2022年 - 2023年、たかふみ）
- 組長娘と世話係（速水雅也）
- 最近雇ったメイドが怪しい（ゆうり父）
- 悪役令嬢なのでラスボスを飼ってみました（キース・エイグリッド）
- メガトン級ムサシ（2022年 - 2023年、九世正宗）
- BLEACH 千年血戦篇（2022年 - 2024年、綾瀬川弓親、小島水色） - 3シリーズ
- 永久少年 Eternal Boys（2022年 - 2023年、浅井悠）
- 恋愛フロップス（伊集院好雄）
- 4人はそれぞれウソをつく（イケメン）

2023年
- ツルネ -つながりの一射-（二階堂永亮）
- ツンデレ悪役令嬢リーゼロッテと実況の遠藤くんと解説の小林さん（久遠桐聖、クオン）
- 老後に備えて異世界で8万枚の金貨を貯めます（山野剛史）
- 真・進化の実〜知らないうちに勝ち組人生〜（ゲンペル）
- ちびゴジラの逆襲（ちびゴジラ）
- Opus.COLORs（月見里直輝）
- 事情を知らない転校生がグイグイくる。（茜の父）
- 異世界でチート能力を手にした俺は、現実世界をも無双する〜レベルアップは人生を変えた〜（一ノ瀬晶）
- おとなりに銀河（佐野優大）
- 僕の心のヤバイやつ（2023年 - 2024年、濁川、イマジナリー京太郎、ルシファー濁川） - 2シリーズ
- 自動販売機に生まれ変わった俺は迷宮を彷徨う（2023年 - 2025年、ハッコン） - 2シリーズ
- ライアー・ライアー（久我崎晴嵐）
- AYAKA -あやか-（薪田太平）
- てんぷる（鬼城峯安）
- デキる猫は今日も憂鬱（幸来の父）
- キャプテン翼シーズン2 ジュニアユース編（2023年 - 2024年、カール・ハインツ・シュナイダー）
- 新しい上司はど天然（金城愛悟）
- 陰の実力者になりたくて! 2nd season（ジョン・スミス）
- 鴨乃橋ロンの禁断推理（翡翠臣疾）
- 暴食のベルセルク（ルドルフ・ランチェスター）
- 柚木さんちの四兄弟。（宇多の父）

2024年
- 異修羅（2024年 - 2025年、星馳せアルス） - 2シリーズ
- カードファイト!! ヴァンガード Divinez（2024年 - 2025年、ガブエリウス、仮面の人物） - 3シリーズ
- 貼りまわれ!こいぬ（い朗） - 2シリーズ
- 佐々木とピーちゃん（アドニス王子）
- 月刊モー想科学（ジョニー）
- デュエル・マスターズ WIN 決闘学園編（バンキシー）
- 転生したら第七王子だったので、気ままに魔術を極めます（前世ロイド）
- 狼と香辛料 MERCHANT MEETS THE WISE WOLF（クラフト・ロレンス）
- アストロノオト（ショーイン・ジンジャー）
- うる星やつら (2022)（妖精）
- Unnamed Memory（2024年 - 2025年、トラヴィス） - 2シリーズ
- 夜桜さんちの大作戦（星降月夜）
- 魔王軍最強の魔術師は人間だった（アイク）
- 異世界スーサイド・スクワッド（クレイフェイス）
- 異世界失格（オットー）
- 杖と剣のウィストリア（キャリオット・インスティア・ワイズマン）
- 真夜中ぱんチ（F・太郎丸）
- ダンジョンの中のひと（闇の精霊）
- 嘆きの亡霊は引退したい（アーク・ロダン）
- 妖怪学校の先生はじめました!（2024年 - 2025年、学園長、従者B）
- 夏目友人帳 漆（多軌勇）

2025年
- 妃教育から逃げたい私（クラーク）
- アラフォー男の異世界通販（ノースポール）
- 魔神創造伝ワタル（おわり親方）
- 外れスキル《木の実マスター》 〜スキルの実（食べたら死ぬ）を無限に食べられるようになった件について〜（シロンドロス）
- ボールパークでつかまえて!（鋸山）
- ＃コンパス2.0 戦闘摂理解析システム（ポロロッチョ）
- ユア・フォルマ（ソゾン）
- ウィッチウォッチ（剣持弓弦）
- 地縛少年花子くん2（シニガミ様）
- CITY THE ANIMATION（光岳伸晃、笹子源次郎、えりの犬、英男、ヘルバード 他）
- フードコートで、また明日。（エイベル公爵、ランディ）
- ホテル・インヒューマンズ（ドクター）

### 劇場アニメ
2000年
- GUNDAM THE RIDE（ジャック・ベアード）

2001年
- ガンダム新体験 ‐0087‐ グリーンダイバーズ（ジャック・ベアード中尉）
- 幻想魔伝 最遊記 Requiem 〜選ばれざる者への鎮魂歌〜（道雁少年）
- シャム猫 -ファーストミッション-（テロリスト）

2002年
- アテルイ（若者のコムイ）
- 激闘!クラッシュギアTURBO カイザバーンの挑戦!（ギア・エンペラー / ジェイク・グランドシュタイン）
- ∀ガンダム I / II（キース・レジェ） - 2作品

2004年
- 機動戦士ガンダム MS IGLOO 1年戦争秘録（ヒデト・ワシヤ中尉）
- ハードル 真実と勇気の間で（大崎賢之介）

2005年
- 劇場版xxxHOLiC 真夏ノ夜ノ夢（四月一日君尋）
- ガラスのうさぎ（江井行雄）
- 劇場版デュエル・マスターズ 闇の城の魔龍凰（神谷透）

2006年
- 劇場版BLEACH（2006年 - 2010年、綾瀬川弓親、小島水色） - 4作品

2007年
- いぬかみっ! THE MOVIE 特命霊的捜査官・仮名史郎っ!（川平啓太）
- KIDDY GRADE -IGNITION- 覚醒編 / 氾濫篇 / 黎明篇（トゥイードゥルダム） - 3作品

2008年
- 劇場版MAJOR メジャー 友情の一球（木下誠也）

2009年
- 劇場版デュエル・マスターズ 黒月の神帝（神谷透）
- 劇場版 マクロスF（2009年 - 2011年、ルカ・アンジェローニ） - 2作品

2010年
- イヴの時間 劇場版（向坂リクオ）

2011年
- 劇場版イナズマイレブンGO 究極の絆 グリフォン（白竜）
- 劇場版 戦国BASARA -The Last Party-（小早川秀秋）
- 劇場版 テニスの王子様 英国式庭球城決戦!（忍足謙也）
- ハートの国のアリス 〜Wonderful Wonder World〜（トゥイードル＝ディー、トゥイードル＝ダム）

2012年
- 青の祓魔師 ―劇場版―（奥村雪男）
- 劇場版 BLOOD-C The Last Dark（四月一日君尋 / 犬）
- マクロスFB7 銀河流魂 オレノウタヲキケ!（ルカ・アンジェローニ）
- 劇場版イナズマイレブンGO vs ダンボール戦機W（白竜）

2013年
- アルヴ・レズル -機械仕掛けの妖精たち-（御影礼望）
- スタードライバー THE MOVIE（シンドウ・スガタ）
- 小鳥遊六花・改 〜劇場版 中二病でも恋がしたい!〜（富樫勇太）
- どーにゃつ（ロボ崎）

2014年
- イナズマイレブン 超次元ドリームマッチ（白竜）
- 劇場版 K MISSING KINGS（八田美咲）
- THE LAST -NARUTO THE MOVIE-（大筒木トネリ）

2015年
- 劇場版 明治東亰恋伽 〜弦月の小夜曲〜（藤田五郎）
- Fw:ハマトラ（バースデイ）
- 劇場版 ミニはま（バースデイ）

2016年
- 亜人 第2部 / 第3部（中野攻） - 2作品
- 劇場版 暗殺教室 365日の時間（殺せんせー） - 2作品
- 劇場版 明治東亰恋伽 〜花鏡の幻想曲〜（藤田五郎）
- ラストエグザイル-銀翼のファム- Over The Wishes（オーラン）

2017年
- おそ松さん 春の全国大センバツ上映祭（一松）
- 劇場版 黒執事 Book of the Atlantic（グレル・サトクリフ）
- コードギアス 反逆のルルーシュ I - III（2017年 - 2018年、ルルーシュ・ランペルージ） - 3部作
- 映画 妖怪ウォッチ シャドウサイド 鬼王の復活（蛇王カイラ）

2018年
- 映画 中二病でも恋がしたい! -Take On Me-（富樫勇太）
- 文豪ストレイドッグス DEAD APPLE（坂口安吾）
- K SEVEN STORIES（八田美咲）
- 劇場版 七つの大罪（2018年 - 2021年、キング） - 2作品
- フリクリ プログレ（井出交）

2019年
- コードギアス 復活のルルーシュ（ルルーシュ）
- えいがのおそ松さん（一松）
- LAIDBACKERS-レイドバッカーズ-（ロン）
- 劇場版 誰ガ為のアルケミスト（ニクス）
- HUMAN LOST 人間失格（竹一）

2020年
- HoneyWorks 10th Anniversary "LIP×LIP FILM×LIVE"（IV）

2021年
- 劇場短編マクロスF 〜時の迷宮〜（ルカ・アンジェローニ）

2022年
- おそ松さん〜ヒピポ族と輝く果実〜（松野一松）
- 劇場版ツルネ -はじまりの一射-（弓道部員）

2023年
- らくだい魔女 フウカと闇の魔女（アベル）
- 永久少年 Eternal Boys NEXT STAGE（浅井悠）
- ブラッククローバー 魔法帝の剣（フィンラル・ルーラケイス）
- おそ松さん〜魂のたこ焼きパーティーと伝説のお泊り会〜（松野一松）
- 北極百貨店のコンシェルジュさん（給仕長）

2024年
- BLOODY ESCAPE -地獄の逃走劇-（ザンザ）
- 機動戦士ガンダムSEED FREEDOM（アルバート・ハインライン）
- 劇場版モノノ怪 唐傘（平基）
- 風都探偵 仮面ライダースカルの肖像（大嶋凪 / オーシャン・ドーパント）

### OVA
1999年
- うさぎちゃんでCue!!

2000年
- 機動戦士ガンダム 特別版（マーカー） - 3部作

2002年
- 私立荒磯高等学校生徒会執行部

2004年
- 陰陽大戦記 パイロット版（吉川ヤクモ） - ジャンプフェスタ・アニメツアー2004上映作品
- 光と水のダフネ 特別編2「水樹マイアの大限界2入れ替わったらおどろいた!!」（城之内康樹）

2005年
- 最終兵器彼女 Another love song（リョウヘイ）
- セイント・ビースト〜幾千の昼と夜 編〜（神官パンドラ）

2006年
- 機動戦士ガンダム MS IGLOO -黙示録0079-（ヒデト・ワシヤ中尉）
- 機動戦士ガンダムSEED C.E.73 STARGAZER（ソル・リューネ・ランジュ）
- CLUSTER EDGE Secret Episode（ベリル・ジャスパー）
- テニスの王子様 Original Video Animation 全国大会篇（忍足謙也）
- 蜜×蜜ドロップス（百合丘千駿）

2007年
- OVA ToHeart2（2007年 - 2012年、河野貴明） - 5作品
- お金がないっ（綾瀬雪弥）

2008年
- CLANNAD -クラナド-「もうひとつの世界 智代編」（生徒会役員二年）
- switch（衛藤快）
- テガミバチ〜光と青の幻想夜話〜（ゴーシュ・スエード）

2009年
- アキカン!（大地カケル）
- 少女ファイト（三國広之）
- 聖闘士星矢 THE LOST CANVAS 冥王神話（輝火）
- ツバサ 春雷記（四月一日君尋）
- TO（イオン）
- XXXHOLiC（2009年 - 2011年、四月一日君尋） - 3作品

2010年
- ムダヅモ無き改革 -The Legend of KOIZUMI-（杉村タイゾー）

2011年
- 戦場のヴァルキュリア3 誰がための銃瘡（マクシミリアン）
- 装甲騎兵ボトムズ Case;IRVINE（ペイガン）

2012年
- コードギアス 反逆のルルーシュ ナナリーinワンダーランド（ルルーシュ）

2013年
- コードギアス 亡国のアキト（ジュリアス・キングスレイ）
- ぬらりひょんの孫（奴良リクオ） - コミックス第25巻OVA付き特別版に収録

2014年
- 暗殺教室「episode:0 出会いの時間」（殺せんせー） - ジャンプスペシャルアニメフェスタ2014上映作品
- 新テニスの王子様 OVA vs Genius10（忍足謙也）
- ノラガミ（兆麻） - コミックス11巻DVD付き限定版に収録
- 山田くんと7人の魔女（山崎春馬） - コミックス15・18巻DVD付き特別版に収録

2015年
- サイボーグ009VSデビルマン（島村ジョー）
- ムシブギョー（長福丸） - 「常住戦陣!!ムシブギョー」コミックス第17巻OVA付き特別版に収録
- 七つの大罪（キング） - コミックス16巻DVD付き特別版に収録
- ノラガミ ARAGOTO（兆麻） - コミックス15・16巻DVD付き限定版に収録

2016年
- 赤髪の白雪姫（ラジ） - コミックス15巻DVD付き特別版に収録
- 亜人（中野攻） - コミックス9巻DVD付き限定版に収録

2017年
- 美男高校地球防衛部LOVE!LOVE!LOVE!（有馬燻）

2018年
- ブラッククローバー オール魔法騎士感謝祭（フィンラル・ルーラケイス） - ジャンプスペシャルアニメフェスタ2018上映作品

2019年
- 真夜中のオカルト公務員 OVA（宮古新）

2020年
- 俺を好きなのはお前だけかよ〜俺たちのゲームセット〜（ホース〈葉月保雄〉）
- 忘却バッテリー（山田太郎） - ジャンプスペシャルアニメフェスタ2020上映作品
- 東方二次創作同人アニメ 「秘封活動記録 -運命-」（森近霖之助）

2022年
- とつくにの少女（せんせ）

2023年
- てんぷる（鬼城峯安） - 下の巻

2024年
- コードギアス 奪還のロゼ（L.L.）

### Webアニメ
2005年
- リーンの翼（エイサップ・鈴木）

2008年
- イヴの時間（向坂リクオ）

2010年
- Starry☆Sky（木ノ瀬梓）

2012年
- 中二病でも恋がしたい! Lite（2012年 - 2014年、富樫勇太） - 2シリーズ

2013年
- もうひとつの未来を。（城戸大助）

2015年
- オシリスの天秤（Target 09）
- ニンジャスレイヤー フロムアニメイシヨン（アゴニィ）

2016年
- 6つ子とおうまの物語（松野一松）
- 暗殺教室 第2期 課外授業編（殺せんせー）
- 殺せんせーQ!（2016年 - 2017年、殺せんせー）
- ポケモンジェネレーションズ（挑戦者）

2018年
- d松さん（松野一松）
- ているず おぶ ざ れいず 劇場（カイル・デュナミス）
- おそ松さん〜はじまりはじまり〜 ストーリームービー（松野一松）
- 大体5分くらいで分かるRPG TALES OF パペット（カイル・デュナミス）

2019年
- えいがのおそ松さん劇場公開記念 オリジナル短編劇場（松野一松）
- 7SEEDS（2019年 - 2020年、青田嵐） - 2シリーズ
- むぎゅっと！ブラッククローバー（フィンラル・ルーラケイス）
- ニンジャボックス（タンサンマン、ポカキン）
- 東京都町田市PRアニメーション「START」（ヒロト）

2020年
- バトルスピリッツ 赫盟のガレット / ミラージュ（2020年 - 2022年、ヴァルト・パークス、ヴァルト・パークス） - 2作品
- 火の鳥“道後温泉編”（正岡子規）
- シャーリー 私を守る君を、守りたいから。（スレイプニル）

2021年
- 幼女社長（テレビD）
- 天空侵犯（相川守）

2022年
- 賭ケグルイ双（結奏）
- 七つの大罪 怨嗟のエジンバラ（2022年 - 2023年、キング）

2023年
- BASTARD!! -暗黒の破壊神-（マカパイン・トーニ・シュトラウス）
- 大奥（捨蔵）

2025年
- ヤミカラスと真夜中のぼうけん（父）

### ゲーム
1998年
- SuperLite1500 シリーズ UNO（孝美〈高1〉）
- ラングリッサーV 〜The End of Legend〜（リベラリスト）

1999年
- ゲッターロボ大決戦!（一文字號）
- 純情で可憐 メイマイ騎士団 スペクトラルフォース聖少女外伝（シンバ）
- スペクトラルフォース 〜愛しき邪悪〜（シンバ）
- ゼウスII カルネージハート（グラハム・クティナ）
- 奏（騒）楽都市OSAKA（孔トスカ）
- FAVORITE DEAR（フェリミ・マクディル）
- みんなのGOLF2

2000年
- サンライズ英雄譚R（ウィンド・シガ）
- BLACK/MATRIX+（店の親父 他）

2001年
- 大乱闘スマッシュブラザーズシリーズ（2001年 - 2019年、ロイ、ジョーカー） - 4作品
- サンライズ英雄譚2（ウィンド・シガ）
- 無敵王トライゼノン（神威章）
- Memories Off 2nd（中森翔太）

2002年
- 学園ヘヴン BOY'S LOVE SCRAMBLE!（2002年 - 2005年、伊藤啓太） - 3作品
- 機甲武装Gブレイカー（ウィンド・シガ） - 3作品
- テイルズ オブ デスティニー2（カイル・デュナミス）
- メタルウルフ（カルロ）

2003年
- 機動戦士ガンダム めぐりあい宇宙（ジャック・ベアード）
- 金色のコルダ（志水桂一）
- ドラゴンドライブ ディマスターズショット（G）
- Memories Off Duet〜1st&2nd stories〜（中森翔太）

2004年
- SIMPLE2000シリーズ Ultimate Vol.21 喧嘩上等!ヤンキー番長〜昭和99年の伝説〜（刃）
- スカッとゴルフ パンヤ（カズ）
- BLACK/MATRIX OO（アベル）
- グラナド・エスパダ（ビセンテリオ）

2005年
- invisible sign -イス- 眠れる森（柏木優斗）
- うるるんクエスト恋遊記（深栗）
- 陰陽大戦記（太刀花リク） - 2作品
- 機動戦士ガンダム 一年戦争（マーカー・クラン）
- GAME S.S.D.S.〜刹那の英雄〜（KERO☆YUKI）
- テイルズ オブ ザ ワールド なりきりダンジョン3（カイル・デュナミス）
- Twelve〜戦国封神伝〜（ヒビキ）
- ふしぎ遊戯 玄武開伝 外伝 鏡の巫女（紫義）
- BLEACH アドバンス 紅に染まる尸魂界（綾瀬川弓親）
- BLEACH GC 黄昏にまみえる死神（綾瀬川弓親）
- Memories Off After Rain Vol.2・3（中森翔太）

2006年
- Another Century's Episode 2（エイサップ・鈴木）
- DS電撃文庫 いぬかみっ! feat.Animation（川平啓太）
- ガンパレード・オーケストラ（竹内優斗）
- 機動戦士ガンダムSEED DESTINY 連合vs.Z.A.F.T.II（ソル・リューネ・ランジュ）
- キミキス（柊明良、リョウ）
- クラスターエッジ 〜君を待つ未来への証〜（ベリル・ジャスパー）
- サモンナイト4（カサス）
- 自律機動戦車イヅナ（高柳肯）
- ネバーランド研究史（シンバ）
- BLEACH Wii 白刃きらめく輪舞曲（綾瀬川弓親）
- BLEACH DS 蒼天に駆ける運命（綾瀬川弓親）
- BLEACH 〜ヒート・ザ・ソウル3〜（綾瀬川弓親、小島水色）
- プリンセス・プリンセス 姫たちのアブナい放課後（河野亨）
- マイネリーベII 〜誇りと正義と愛〜（ジークリード・カロッサ）
- 蜜×蜜ドロップス LOVE×LOVE HONEY LIFE（百合丘千駿）
- メタルギアソリッド ポータブル・オプス（ヌル）

2007年
- Another Century's Episode 3 THE FINAL（エイサップ・鈴木）
- ハートの国のアリス 〜Wonderful Wonder World〜（トゥイードル＝ディー、トゥイードル＝ダム）
  - クローバーの国のアリス 〜Wonderful Wonder World〜（トゥイードル＝ディー、トゥイードル＝ダム）

- SDガンダム GGENERATION（2007年 - 2019年、ヒデト・ワシヤ、アグニス・ブラーエ、ソル・リューネ・ランジュ、オライフ） - 5作品
- おおきく振りかぶって ホントのエースになれるかも（泉孝介）
- オレンジハニー〜僕はキミに恋してる〜（白石誠二）
- 金色のコルダ2（志水桂一）
- 金色のコルダ2 アンコール（志水桂一）
- コードギアス 反逆のルルーシュ（ルルーシュ）
- スターオーシャン1 First Departure（ヨシュア・ジェランド）
- セイント・ビースト〜螺旋の章〜（神官長パンドラ）
- テニスの王子様 Driving Smash! side Genius（忍足謙也）
- 武装錬金 ようこそ パピヨンパークへ（武藤カズキ）
- BLEACH 〜ヒート・ザ・ソウル4〜（綾瀬川弓親、小島水色）
- BLEACH 〜ブレイド・バトラーズ2nd〜（綾瀬川弓親）
- xxxHOLiC 〜四月一日の十六夜草話〜（四月一日君尋）
- メタルギアソリッド ポータブル・オプス+（ヌル）

2008年
- 赤い糸 DS（西野敦史〈アッくん〉）
- 狼と香辛料 ボクとホロの一年（シュミット）
- キラル盛（リン）
- コードギアス 反逆のルルーシュ LOST COLORS（ルルーシュ）
- コードギアス反逆のルルーシュR2 盤上のギアス劇場（ルルーシュ）
- シグマ ハーモニクス（譲葉麟、法水シグマ）
- 神霊狩/GHOST HOUND DS（中嶋匡幸）
- スーパーロボット大戦Z（天空侍斗牙）
- 戦場のヴァルキュリア（マクシミリアン）
- DISSIDIA FINAL FANTASY（オニオンナイト）
- Daylight -朝に光の冠を-（寮長）
- DUEL LOVE 恋する乙女は勝利の女神（朝倉勇馬）
- 咎狗の血 True Blood（リン）
- BLEACH The 3rd Phantom（綾瀬川弓親）
- BLEACH 〜ヒート・ザ・ソウル5〜（綾瀬川弓親）
- ほしがりエンプーサ（小峰翔太）
- マクロスエースフロンティア（ルカ・アンジェローニ）
- メタルギアソリッド4 ガンズ オブ ザ パトリオット（ジョニー〈アキバ〉）
- ルミナスアーク2 ウィル（シュタイナー）

2009年
- 赤い糸 destiny DS（西野敦史〈アッくん〉）
- アルコバレーノ!（室田要）
- ヴァンパイア騎士 DS（藍堂英）
- 狼と香辛料 海を渡る風（クラフト・ロレンス）
- 金色のコルダ2 f（志水桂一）
- 金色のコルダ2 f アンコール（志水桂一）
- グランディア オンライン（人間族〈男〉）
- 鉄のラインバレル（加藤久嵩）
- サモンナイトX 〜Tears Crown〜（ディラン・ウィル・デルティアナ）
- シャイニング・フォース フェザー（シズマ）
- ジョーカーの国のアリス 〜Wonderful Wonder World〜（トゥイードル＝ディー、トゥイードル＝ダム）
- Starry☆Sky 〜in Summer〜（木ノ瀬梓）
- ディシディア ファイナルファンタジー ユニバーサルチューニング （オニオンナイト〈日本語版戦闘ボイス〉）
- テイルズ オブ ザ ワールド レディアント マイソロジー2（カイル・デュナミス）
- テイルズ オブ バーサス（カイル・デュナミス）
- ファンタシースターポータブル2（シズル・シュウ、カムハーン）
- BLEACH 〜ヒート・ザ・ソウル6〜（綾瀬川弓親）
- マグナカルタ2（ジュト、エルガー）
- マクロスアルティメットフロンティア（ルカ・アンジェローニ）
- Million Knights Vermilion（シルフィオ）
- 悠久の車輪（ポルタ）
- Lucian Bee's RESURRECTION SUPERNOVA（フレデリック・バーナード・ジュニア）

2010年
- Another Century's Episode:R（ルルーシュ、ルカ・アンジェローニ）
- アニバーサリーの国のアリス 〜Wonderful Wonder World〜（トゥイードル＝ディー、トゥイードル＝ダム）
- アルコバレーノ! ポータブル（室田要）
- 裏切りは僕の名前を知っている -黄昏に堕ちた祈り-（叢雨九十九）
- 金色のコルダ3（如月響也）
- クイズマジックアカデミー7（ハルト）
- シグマ ハーモニクス コーダ（法水）
- Starry☆Sky 〜in Summer〜 Portable（木ノ瀬梓）
- 戦国BASARA3（小早川秀秋）
- 戦場のヴァルキュリア2 ガリア王立士官学校（マクシミリアン）
- デュラララ!! 3way standoff（岸谷新羅）
- 咎狗の血 True Blood Portable（リン）
- トリックスター（ジュレー）
- ラストランカー（ガルガノ）
- Lucian Bee's JUSTICE YELLOW（フレデリック・バーナード・ジュニア）

2011年
- アルカナ・ファミリア -La storia della Arcana Famiglia-（リベルタ）
- イナズマイレブン ストライカーズ（2011年 - 2012年、白竜） - 2作品
- イナズマイレブンGO（2011年 - 2013年、白竜） - 3作品
- おもちゃ箱の国のアリス 〜Wonderful Wonder World〜（トゥイードル＝ディー、トゥイードル＝ダム）
- クイズマジックアカデミー8（ハルト）
- STAR DRIVER 輝きのタクト 銀河美少年伝説（シンドウ・スガタ）
- Starry☆Sky 〜after Summer〜（木ノ瀬梓）
- セブンスドラゴン2020（キャラメイクボイス）
- 戦国BASARA3 宴（小早川秀秋）
- 戦場のヴァルキュリア3（マクシミリアン）
- 戦律のストラタス（黒犬）
- 第2次スーパーロボット大戦Z 破界篇 / 再世篇（2011年 - 2012年、天空侍斗牙、ルルーシュ・ランペルージ / ゼロ、ルカ・アンジェローニ） - 2作品
- ディシディア デュオデシム ファイナルファンタジー（オニオンナイト）
- テイルズ オブ ザ ワールド レディアント マイソロジー3（カイル・デュナミス）
- テニスの王子様 ぎゅっと!ドキドキサバイバル 海と山のLove Passion（忍足謙也）
- ファイナルファンタジー零式（蒼龍王）
- ファンタシースターポータブル2 インフィニティ（シズル・シュウ、カムハーン）
- マクロストライアングルフロンティア（ルカ・アンジェローニ）

2012年
- 青の祓魔師 幻刻の迷宮（奥村雪男）
- アルカナ・ファミリア -幽霊船の魔術師-（リベルタ）
- アルカナ・ファミリア -フェスタ・レガーロ!-（リベルタ）
- 神さまと恋ゴコロ（日渡奏良）
- 機動戦士ガンダム エクストリームバーサス（2012年 - 2016年、ソル・リューネ・ランジュ） - 3作品
- キミカレ〜新学期〜（南千歳）
- キングダム 激突パズル無双（嬴政）
- クロヒョウ2 龍が如く 阿修羅編（八代誠）
- 幻想水滸伝 紡がれし百年の時（ジーノ）
- CODE OF PRINCESS（ジョー・ザ・ライオンゲート）
- スーパーダンガンロンパ2 さよなら絶望学園（花村輝々）
- Starry☆Sky 〜After Winter〜（木ノ瀬梓）
- 戦国大戦 -1582 日輪、本能寺より出づる-（森蘭丸、北条氏直、直江兼続、浅野長政、EX明智光秀）
- 葬除屋XLORD（刹夜）
- ダイヤの国のアリス 〜Wonderful Wonder World〜（トゥイードル＝ディー、トゥイードル＝ダム）
- テイルズ オブ ザ ヒーローズ ツインブレイヴ（カイル・デュナミス）
- ハートフルシミュレーター PACHISLOT ToHeart2（河野貴明）
- 華アワセ 蛟編（蛟）
- 真剣で私に恋しなさい!!R（クッキー〈第2形態〉）
- 嫁コレ（如月響也、島尾篤、パンダくん、バースデイ、八田美咲、キング、岸谷新羅）

2013年
- アルカナ・ファミリア2（リベルタ）
- イクシオン サーガ（ヒロインB〈女性〉）
- いっしょにごはん。PORTABLE（卯野葉直）
- 機動戦士ガンダム オンライン（パイロットボイス）
- 境界線上のホライゾン PORTABLE（葵・トーリ）
- 金色のコルダ3 フルボイス Special（如月響也）
- ゴッドイーター2（エミール・フォン＝シュトラスブルク）
- 咲-Saki- 阿知賀編 episode of side-A Portable（須賀京太郎）
- 新装版 ハートの国のアリス 〜Wonderful Wonder World〜（トゥイードル＝ディー、トゥイードル＝ダム）
- スーパーロボット大戦Operation Extend（ルルーシュ・ランペルージ / ゼロ、ルカ・アンジェローニ）
- スーパーロボット大戦UX（エイサップ・鈴木、加藤久崇、ルカ・アンジェローニ）
- Starry☆Sky 〜After Winter〜 Portable（木ノ瀬梓）
- セブンスドラゴン2020-II
- ダイヤの国のアリス 〜Wonderful Mirror World〜（トゥイードル＝ディー、トゥイードル＝ダム）
- ダンガンロンパ1・2 Reload（花村輝々）
- ボーイフレンド（仮）（西園寺蓮）
- 魔界王子 devils and realist 代理王の秘宝（ケヴィン・セシル）
- マギ はじまりの迷宮（カシム）
- マクロス30 銀河を繋ぐ歌声（ルカ・アンジェローニ）
- 明治東亰恋伽（藤田五郎）

2014年
- 学園K -Wonderful School Days-（八田美咲）
- 華アワセ 姫空木編（蛟)
- 学園ヘヴン2 〜DOUBLE SCRAMBLE!〜（伊藤啓太）
- 金色のコルダ3 AnotherSky feat.天音学園 / 至誠館 / 神南（如月響也）
- クイズマジックアカデミー 天の学舎（ハルト）
- 黒子のバスケ 勝利へのキセキ（花宮真）
- 神話帝国ソウルサークル（魔騎士モルドレッド）
- スーパーヒーロージェネレーション（ウルトラマンメビウス）
- 戦国BASARA4（小早川秀秋）
- 第3次スーパーロボット大戦Z 時獄篇 / 天獄篇（2014年 - 2015年、ルカ・アンジェローニ、ゼロ、フライデー） - 2作品
- チェインクロニクル（2014年 - 2019年、フィー・グレア、スルスタン、ソロ、ヨシカゲ、ヤーウッド、ユキノジョウ、サナム、キング、勇者、ジョーカー、ラルクベルク）
- チェインクロニクルV
- テイルズ オブ リンク（カイル・デュナミス）
- はじめの一歩 THE FIGHTING!（ウォーリー）
- ハマトラ Look at Smoking World（バースデイ）
- マギ 新たなる世界（カシム）

2015年
- アルカナ・ファミリア -La storia della Arcana Famiglia- Ancora（リベルタ）
- 暗殺教室（2015年 - 2016年、殺せんせー） - 2作品
- Un:BIRTHDAY SONG〜愛を唄う死神〜（カイリ）
- 怪盗ジョーカー 時を超える怪盗と失われた宝石（アルセーヌ・ルパン）
- 学園K -Wonderful School Days- V Edition（八田美咲）
- キングダム -英雄の系譜-（嬴政）
- グランブルーファンタジー（2015年 - 2023年、カトル、ジョーカー / 雨宮蓮、ルルーシュ・ランペルージ、ポポル）
- 黒子のバスケ 未来へのキズナ（花宮真）
- ゴッドイーター2 レイジバースト（エミール・フォン・シュトラスブルク）
- ザクセスヘブン（八千草・マッハ・薫、秋月レミオ、スリア）
- 白猫プロジェクト（シャナオウ・H・K・M、キング）
- スーパーロボット大戦BX（ルカ・アンジェローニ）
- 戦国BASARA4 皇（小早川秀秋）
- ディシディア ファイナルファンタジー（オニオンナイト）
- デュラララ!! the Underside（岸谷新羅）
- デュラララ!! Relay（岸谷新羅）
- 七つの大罪 真実の冤罪（キング）
- 七つの大罪 ポケットの中の騎士団（キング）
- ノラガミ-神ト縁-（兆麻）
- 華アワセ 唐紅／うつつ編（蛟）
- 美男高校地球防衛部LOVE! GAME!（有馬燻）
- BLEACH Brave Souls（綾瀬川弓親）
- 明治東亰恋枷 トワヰライト・キス（藤田五郎）
- Re:BIRTHDAY SONG〜恋を唄う死神〜（カイリ）
- ロストヒーローズ BONUS EDITION（ウルトラマンメビウス）
- ロストヒーローズ2（ウルトラマンメビウス）
- ワールドトリガー ボーダレスミッション（烏丸京介）

2016年
- 一血卍傑-ONLINE-（アベノセイメイ）
- 【18】 キミト ツナガル パズル（異守セイヤ）
- おそ松さん シリーズ（2016年 - 2019年、松野一松） - 8作品
- オルタンシア・サーガ -蒼の騎士団-（キング）
- ガム彼!（グラマー）
- 金色のコルダ4（如月響也）
- キングダム セブンフラッグス（嬴政）
- GOD WARS 〜時をこえて〜（クマ、イッスン）
- Shadowverse（2016年 - 2021年、ジークフリート、カトル、アレイスター、カゲロウ 他）
- 白猫テニス（シャナオウ・H・K・M、キング）
- スーパーロボット大戦X-Ω（2016年 - 2020年、エイサップ・鈴木、ゼロ、シンドウ・スガタ、天空侍斗牙）
- 戦国BASARA 真田幸村伝（小早川秀秋）
- 戰‧無雙（諸葛亮）
- ファンタジーウォータクティクス（ロード）
- フルボッコヒーローズ（松野一松）
- ペルソナ5（主人公）
- ボーイフレンド（仮）きらめき☆ノート（西園寺蓮）
- 明治東亰恋伽 Full Moon（藤田五郎）

2017年
- クリスタル オブ リユニオン（2017年 - 2018年、キング、オデュッセウス）
- ワールドトリガー スマッシュボーダーズ（烏丸京介）
- 双星の陰陽師（きなこ）
- ディシディア ファイナルファンタジー オペラオムニア（オニオンナイト）
- ファイアーエムブレム ヒーローズ（2017年 - 2025年、ロイ、ヒーニアス）
- 仁王（井伊直政）
- 夢王国と眠れる100人の王子様（2017年 - 2018年、グレル・サトクリフ、パンダくん）
- 陰陽師（2017年 - 2018年、茨木童子、奴良リクオ）
- スーパーロボット大戦V（フライデー）
- テイルズ オブ アスタリア（カイル・デュナミス）
- テイルズ オブ ザ レイズ（カイル・デュナミス）
- ポコロンダンジョンズ（2017年 - 2019年、キング、ルルーシュ）
- モンスターストライク（2017年 - 2025年、キング、オニオンナイト、ツタンカーメン、矢琶羽、ルルーシュ・ランペルージ、雨宮蓮）
- アサシン クリード オリジンズ（バエク）
- 新テニスの王子様 RisingBeat（忍足謙也）
- 妖怪ウォッチバスターズ2 秘宝伝説バンバラヤー ソード/マグナム（蛇王カイラ）
- 金色のコルダ2 ff（志水桂一）

2018年
- 妖怪ウォッチ ぷにぷに（2018年 - 、蛇王カイラ、キング、野坂悠馬、オニオンナイト、暴走カイラ、ミストシャドウ、DSギャラクシー、DSゾディアック、DSエンシャント）
- ディシディア ファイナルファンタジー NT（オニオンナイト）
- 逆転オセロニア（キング）
- 七つの大罪 ブリタニアの旅人（キング）
- ハッカドール（ルルーシュ）
- オーディンクラウン（ヨハン13世）
- クイズマジックアカデミー ロストファンタリウム（ハルト）
- キングダム 乱 -天下統一への道-（嬴政）
- スーパーロボット大戦X（ルルーシュ・ランペルージ）
- スマッシュ&マジック（キング）
- 決戦! 平安京（茨木童子）
- 歌マクロス スマホDeカルチャー（ルカ・アンジェローニ）
- GOD EATER RESONANT OPS（エミール・フォン・シュトラスブルク）
- ペルソナ5 ダンシング・スターナイト（主人公〈雨宮蓮〉）
- フルメタル・パニック！ 戦うフー・デアーズ・ウィンズ（フライデー）
- GOD WARS 日本神話大戦（クマ、イッスン）
- サーヴァント オブ スローンズ（ルルーシュ）
- メイプルストーリー（アーク）
- ソウルリバースゼロ（ジョーカー）
- ヴァルキリーコネクト（キング）
- ブラッククローバー カルテットナイツ（フィンラル・ルーラケイス）
- イナズマイレブンAC（2018年 - 2019年、野坂悠馬） - 2作品
- グラフィティスマッシュ（エリクス、ルルーシュ）
- フードファンタジー（2018年 - 2019年、赤ワイン、パスタ、水信玄餅）
- アサシン クリード オデッセイ（バエク）
- あやかし恋廻り（北御門煌牙）
- 機動戦士ガンダム エクストリームバーサス2（2018年 - 2025年、ソル・リューネ・ランジュ） - 4作品
- ブラッククローバー 夢幻の騎士団（フィンラル・ルーラケイス）
- ＃コンパス 戦闘摂理解析システム（ポロロッチョ）
- スターリィパレット（東雲笙）
- ドラゴンクエストライバルズ（クロウズ、サマルトリアの王子）
- Fate/Grand Order（2018年 - 2019年、始皇帝）
- ペルソナQ2 ニュー シネマ ラビリンス（主人公）
- クイズRPG 魔法使いと黒猫のウィズ（ルルーシュ）
- ぷよぷよ!!クエスト（P5主人公）
- 御城プロジェクト（ルルーシュ）
- 明治東亰恋伽 〜ハヰカラデヱト〜（藤田五郎）
- ドラガリアロスト（イエヤス）
- キャプテン翼ZERO 〜決めろ！ミラクルシュート〜（カール・ハインツ・シュナイダー）

2019年
- Op8♪（麓号弖虎）
- セブンズストーリー（キング、松野一松）
- 誰ガ為のアルケミスト（キング、ニクス）
- 金色のコルダ オクターヴ（志水桂一、如月響也）
- キャサリン・フルボディ（ジョーカー） - DLC追加キャラクター
- 共闘ことばRPG コトダマン（2019年 - 2022年、トリコルド、ソル、ソウダガナーン、ジョーカー / 雨宮蓮、キング、烏丸京介）
- 十三機兵防衛圏 プロローグ / 本編（郷登蓮也）
- ファイナルファンタジー ブレイブエクスヴィアス（オニオンナイト）
- ラストイデア（主人公）
- サウザンドメモリーズ（ハーディス）
- 文豪ストレイドッグス 迷ヰ犬怪奇譚（坂口安吾）
- ゴシックは魔法乙女〜さっさと契約しなさい!〜（カノ）
- ハローヒーロー: Epic Battle（エリック）
- 東京放課後サモナーズ（占部フルフミ、リチョウ）
- 狼と香辛料VR（ロレンス）
- 七つの大罪 〜光と闇の交戦〜（キング）
- Wonderland Wars（ジョーカー、首領ブラ＝コッコ）
- 妖怪ウォッチ4 ぼくらは同じ空を見上げている / 4++（女郎蜘蛛に捕らわれたイケメン達、蛇王カイラ）
- 戦国BASARA バトルパーティー（小早川秀秋）
- エルクロニクル（諸葛雲）
- 三十六計M（諸葛亮、呂布、郭嘉）
- ファンタジーライフオンライン（レオン）
- 三国烈覇（周瑜、曹操）
- 雀魂（四宮夏生、ルルーシュ・ランペルージ）
- シノアリス（ルルーシュ・ランペルージ）
- ミラクルニキ（チェザーレ）
- Re:コロキュアル（有馬光淳）
- 侍魂オンライン-朧月伝-（楠秀一）
- スターオーシャン:アナムネシス（ヨシュア、ジョーカー）
- イケメン源氏伝 あやかし恋えにし（源頼朝）
- スーパーロボット大戦DD（2019年 - 2025年、ゼロ、アードライ）
- ゼノンザード（ピモタ・アンノウン）
- 三国志大戦M（曹操、郭嘉、献帝）
- 人狼はウソ月（白狼、ガーゴイル、騎士、手品師）
- ニンジャボックス（タンサンマン、ポカキン）
- 文豪とアルケミスト（広津和郎）
- TERA ORIGIN（シャリート）
- アイドルマスター シンデレラガールズ スターライトステージ（ゼロ）
- ペルソナ5 ザ・ロイヤル（主人公）
- CARAVAN STORIES（エーリッヒ）
- 華アワセ いろは編（蛟）
- スターオーシャン1 First Departure R（ヨシュア・ジェランド）
- アナザーエデン 時空を超える猫（ジョーカー）
- BUSTAFELLOWS（モズ）

2020年
- 黒騎士と白の魔王（タナトス）
- ソードアート・オンライン メモリー・デフラグ（ジョーカー）
- ペルソナ5 スクランブル ザ・ファントム ストライカーズ（ジョーカー / 主人公）
- コード:ドラゴンブラッド（源稚生）
- ソードアート・オンライン アリシゼーション リコリス（ハァシリアン）
- DAIROKU: AYAKASHIMORI（常盤悦也）
- フィーバーダンク：ザ・ロード・オブ・チャンピオン（ニル、ジェイソン）
- ステラクロニクル（天空を統べる王）
- 妖怪学園Y 〜ワイワイ学園生活〜（霧隠ラント / ミストシャドウ / DSギャラクシー / DSゾディアック、追田駿三、オ・イーター）
- エースアーチャー（トール）
- ノー・ストレート・ロード（ズーク）
- キャプテン翼 RISE OF NEW CHAMPIONS（カール・ハインツ・シュナイダー）
- イナズマイレブン SD（野坂悠馬）
- ビルシャナ戦姫 〜源平飛花夢想〜（平知盛）
- パズル&ドラゴンズ（矢琶羽）
- 三国志名将伝（孫権）
- パニシング:グレイレイヴン（カムイ、カム）
- サクラ革命 〜華咲く乙女たち〜（時田梅林）
- ファンタジア・リビルド（ライナ・リュート）

2021年
- アルゴナビス from BanG Dream! AAside（洲崎遵）
- 金色のコルダ スターライトオーケストラ（一ノ瀬銀河）
- THE KING OF FIGHTERS ALLSTAR（キング）
- 世界革命RPG ロードオブヒーローズ（ロード〈男〉）
- ライブ・ア・ヒーロー!（2021年 - 2023年、ルティリクス、グリゴリー）
- ルーンファクトリー5（マーティン）
- 帝国サーガ〜三国戦国ごちゃまぜの乱世〜（曹操、伊達政宗）
- 終末のアーカーシャ（オシリス、ハクセンセイ）
- 未定事件簿（森月黎）
- 英雄伝説 黎の軌跡（ルネ・キンケイド）
- コードギアス Genesic Re;CODE（2021年 - 2022年、ルルーシュ・ランペルージ / ゼロ / ジュリアス・キングスレイ）
- 鬼滅の刃 ヒノカミ血風譚（矢琶羽）
- スーパーロボット大戦30（ルルーシュ）
- ときめきメモリアル Girl's Side 4th Heart（柊夜ノ介）
- ウインドボーイズ！（伊礼康人）
- COUNTER: SIDE（アキヤマ・シリュウ）

2022年
- 夢職人と忘れじの黒い妖精（カナン）
- ラブライブ! スクールアイドルフェスティバル（ルルーシュ）
- バトルスピリッツ コネクテッドバトラーズ（ヴァルト・パークス）
- ワールドフリッパー（ウェイフー）
- コードギアス 反逆のルルーシュ ロストストーリーズ（2022年 - 2025年、ルルーシュ・ランペルージ / ゼロ / ジュリアス・キングスレイ）
- #コンパス ライブアリーナ（2022年 - 2023年、ヴィーナス ポロロッチョ）
- モリノファンタジー：世界樹の伝説（影忍）
- 英雄伝説 黎の軌跡 II -CRIMSON SiN-（ルネ・キンケイド）
- MARVEL SNAP（デッドプール）
- 鋼の錬金術師 MOBILE（ジョーカー）

2023年
- ファイアーエムブレム エンゲージ（ロイ）
- BUSTAFELLOWS season2（モズ）
- ドラゴンクエストX 眠れる勇者と導きの盟友 オフライン（クロウズ）
- 英傑大戦（キング）
- ペルソナ5 タクティカ（主人公）

2024年
- グランブルーファンタジー ヴァーサス -ライジング-（ぶっ殺殺ぽんマン）
- アルゴナビス -キミが見たステージへ-（洲崎遵）
- キュービックスターズ（ツタンカーメン）
- Rise of the Ronin（久坂玄瑞）
- 泡沫のユークロニア（枸橘）
- ドット勇者 三時のおやつと昼寝付きの冒険（ジョーカー）
- ブレイクマイケース（祠堂恭耶）
- ライドカメンズ（高塔戴天 / 仮面ライダー塔天）
- ミストニアの翅望 -The Lost Delight-（アスコット＝リンデル）
- ペルソナ3 リロード（仮面の少年）
- 英雄伝説 界の軌跡 -Farewell, O Zemuria-（ルネ・キンケイド）
- 燃えよ!乙女道士 〜華遊恋語〜（シユ）
- 松尾製作所 異世界で工業男子に溺愛されて困ってます〜転生聖女カイゼン無双〜（ストップランプスイッチ）
- アークナイツ（ロゴス）
- フェスティバトル（シャナオウ）

2025年
- 真・三國無双 ORIGINS（主人公）
- ユミアのアトリエ ～追憶の錬金術士と幻創の地～（ルトガー・アーレント）
- BLEACH Rebirth of Souls（綾瀬川弓親）
- レスレリアーナのアトリエ 〜千の国々と万物の管理者〜（ルトガー・アーレント）
- ゼンレスゾーンゼロ（ヒューゴ・ヴラド）
- ペルソナ5: The Phantom X（雨宮蓮）
- 鬼滅の刃 ヒノカミ血風譚2（矢琶羽）
- 魔法司書アリアナ 〜七英傑の書〜（アストレオ・ヴィレリス）
- スーパーロボット大戦Y（ルルーシュ）

### ボイスドラマ
- 成恵の世界（2002年 - 2003年　丸尾正樹）
- 浅野裁判（浅野真澄の悪行再現ドラマ）鷲崎健、番組スタッフ役（A&G 超RADIO SHOW〜アニスパ!〜内）（2007年3月10日）
- あさひるばん ビギニング（浅本有也〈あさ〉[492]）
- 司馬遼太郎短篇傑作選（2019年10月5日 - 11月2日　長坂小十郎[493]）
- ウルトラマンゼット&ゼロ ボイスドラマ（2020年、ウルトラマンメビウス）
- 小動物系令嬢は氷の王子に溺愛される（2023年、ウィリアム） - 小説購入特典オーディオドラマ[494]

### デジタルコミック
- VOMIC お嬢様はお嫁様。（鷹塔悠河）
- VOMIC 屍鬼（結城〈小出〉夏野）
- VOMIC 帝一の國（赤場帝一）
- VOMIC テガミバチ（ゴーシュ・スエード）
- VOMIC バクマン。（真城最高）
- ガンガンWINGデジタルエディション ヒカリ
- Beeマンガ 行け!稲中卓球部（前野）
- 小動物系令嬢は氷の王子に溺愛される（2023年、ウィリアム） -  コミックス購入特典ボイスコミック[494]
- 義妹に婚約者を奪われた落ちこぼれ令嬢は、天才魔術師に溺愛される（2024年、マーベリック[495]）

### 吹き替え

#### 担当俳優
ルーカス・グラビール
- アリスは悩める転校生（レスター・マッキンリー）
- ハイスクール・ミュージカルシリーズ（ライアン・エヴァンス）
  - ハイスクール・ミュージカル
  - ハイスクール・ミュージカル2
  - ハイスクール・ミュージカル ザ・ムービー
  - シャーペイのファビュラス・アドベンチャー

- ハロウィーンタウン4 ウィッチ大学へようこそ（イーサン）
- ロード・トリップ パパは誰にも止められない!（スクーター）

#### 映画
- アート・オブ・ウォー ※テレビ朝日版
- アーミクロン
- 悪魔のいけにえ2（バズ〈バリー・キンヨン〉[496]）
- アニマル・ファーム（モーセ）
- アンツ・イン・ザ・パンツ!（ディルク）
- イット・フォローズ（グレッグ・ハニガン〈ダニエル・ゾヴァット〉）
- 愛しのゴースト（シン）
- ウルフズ・コール（シャンテレッド〈フランソワ・シヴィル〉[497]）
- エンドレス・ラブ（デヴィッド・アクセルロッド〈マーティン・ヒューイット〉）※ソフト版
- 快盗ブラックタイガー（幼いダム）
- 完全なるチェックメイト（ボビー・フィッシャー〈トビー・マグワイア〉）
- カンフー・ヨガ（シャオグァン〈レイ〉
- 記憶の旅人（マイク）
- クレイジー・イン・アラバマ（ワイリー）
- Go!Go!チアーズ（アンドレ）
- ゴジラxコング 新たなる帝国（ウィルコックス〈ティム・キャロル〉[498]）
- 13デイズ（ケニーJr.）※ソフト版
- シックス・センス
- チケット・トゥ・パラダイス（グデ〈マキシム・ブティエ〉[499]）
- ノック 終末の訪問者（エリック〈ジョナサン・グロフ〉[500]）
- ハイ・フィデリティ（クリス）
- ハリー・ポッターシリーズ
  - ハリー・ポッターと謎のプリンス（16歳のトム・マールヴォロ・リドル〈フランク・ディラン〉
  - ハリー・ポッターと死の秘宝 PART1（トム・マールヴォロ・リドル〈フランク・ディラン〉）
- 犯罪都市 PUNISHMENT（チャン・ドンチョル〈イ・ドンフィ〉[501]）
- ファイブ・ナイツ・アット・フレディーズ（マイク・シュミット〈ジョシュ・ハッチャーソン〉[502]）
- ファイヤークラッシュ・灼熱のカタストロフ（エリオット）
- ベスト・キッド（ボビー・ブラウン〈ロン・トーマス〉）※ソフト版
  - ベスト・キッド3/最後の挑戦（ボビー）
- ミスター・ガラス（ジョセフ・ダン〈スペンサー・トリート・クラーク〉）
- U-571（テッド）※テレビ朝日2004年版
- 誘惑の接吻（サム〈バグ・ホール〉）
- ライズ・オブ・シードラゴン 謎の鉄の爪（ユエン・ジェン〈キム・ボム〉）
- リトル・ヴァンパイア（グレゴリー）
- リトル・ストライカー（キャット）
- 隣人は闇に微笑む（カート）
- ワイルドシングス ※テレビ朝日版
- ワイルド・スピード ICE BREAK（フェルナンド〈ジャンマルコ・サンティアゴ〉[503]）

#### ドラマ
- アニマル・レスキュー・キッズ（パーカー）
- ALIVE〈奇跡の生還者達〉 シーズン2 #11「暗黒の漂流〜失われたバケーション〜」
- アローバース（バリー・アレン / フラッシュ〈グラント・ガスティン〉）
  - ARROW/アロー
  - THE FLASH/フラッシュ
  - SUPERGIRL/スーパーガール
  - インベージョン! 最強ヒーロー外伝
  - クライシス・オン・アースX 最強ヒーロー外伝
- ER緊急救命室（アダム）
- オポジット学園（ジェド）
- GRIMM/グリム ファイナルシーズン最終話（ケリー・ブルクハルト〈ケヴィン・ジョイ〉）
- ゲーム・オブ・スローンズ（ブラン・スターク〈アイザック・ヘンプステッド＝ライト〉、リコン・スターク〈アート・パーキンソン〉、クラレンゾ[504]）
- 結婚式の後で（ヒョンジュン）
- GO!GO!ジェット（ホール・ビール）
- コールドケース7 ザ・ファイナル（カルロス・エスピノーザ）
- コッソンビ 二花院の秘密（キム・シヨル〈カン・フン〉）[505]
- CSI:科学捜査班（タイラ）
- CITY ON A HILL/罪におぼれた街（ジミー〈マーク・オブライエン〉[506]）
- シナリオライターは君だ!（作者）
- 善徳女王 -The Great Queen Seondeok-（ピダム〈キム・ナムギル〉）
- ゾーイの超イケてるプレイリスト（マックス〈スカイラー・アスティン〉[507]）
- 鉄の王 キム・スロ（イジンアシ〈コ・ジュウォン〉）
- 花より男子〜Boys Over Flowers（ソ・イジョン〈西門総二郎〉〈キム・ボム〉）
- パパにはヒ・ミ・ツ（ジェシー）
- 花郎〈ファラン〉（スホ〈ミンホ〉）
- フード・ボーイ 秘密のパワー（エズラ）
- ヘルプ・ミー・トッド（トッド〈スカイラー・アスティン〉）
- ボーイ・ミーツ・ワールド（男子生徒、アレックス、カイル、ケニー）
- マイ・スイート・メモリーズ（ローガン・バーンウェル）
- リミットレス #1（アダム・ハニーカット）
- LOST（カール）
- ロズウェル - 星の恋人たち（マーカー）
- 私の国（ソ・フィ〈ヤン・セジョン〉[508]）
- 私はケイトリン（ライアン）

#### アニメ
- 怪盗グルーのミニオン大脱走（ニコ[509]）
- 超ロボット生命体 トランスフォーマー プライム（ジャック・ダービー[510]、バル、シャドウバル）
- 天官賜福（三郎[511]、花城）
- DRAGON FORCE（アストロ）
- 万聖街（アイラ[512]）
- ヘラクレス（男子学生）
- マスターオブスキル For the GLORY（郭宇明[513]）
- ライズ・オブ・ミュータント・タートルズ THE MOVIE（レオナルド）
- 烈火澆愁（盛霊淵 / ション・リンユエン[514]、丹離 / ダンリー）

### 特撮
2003年
- 劇場版 仮面ライダー555 パラダイス・ロスト（アリーナの観客）

2014年
- 烈車戦隊トッキュウジャー（ネロ男爵の声）
- 烈車戦隊トッキュウジャー THE MOVIE ギャラクシーラインSOS（ネロ男爵の声）

2015年
- 行って帰ってきた烈車戦隊トッキュウジャー 夢の超トッキュウ7号（ネロ男爵の声）
- 劇場版 ウルトラマンギンガS 決戦!ウルトラ10勇士!!（ウルトラマンメビウスの声）
- 烈車戦隊トッキュウジャーVSキョウリュウジャー THE MOVIE（ネロ男爵の声）

2016年
- 手裏剣戦隊ニンニンジャーVSトッキュウジャー THE MOVIE 忍者・イン・ワンダーランド（霧隠ネロ才蔵の声）

2021年
- ウルトラギャラクシーファイト（2021年 - 2022年、ウルトラマンメビウスの声） - 2シリーズ

2022年
- ツーカイザー×ゴーカイジャー 〜ジューンブライドはたぬき味〜（ドエタムの声）

2024年
- 特捜戦隊デカレンジャー 20th ファイヤーボール・ブースター（マープル / ロットメンの声）

### CM・PVナレーション
- 花ざかりの君たちへ〜イケメン♂パラダイス〜（番宣番組ナレーション[522] / フジテレビ）
- アタシんちの男子（番宣番組ナレーション[522] / フジテレビ）
- メイちゃんの執事（番宣番組ナレーション[522] / フジテレビ）
- 唐招提寺1200年の謎〜天平を駆けぬけた男と女たち（番組ナレーション[522] / TBS）
- インディゴの夜（番宣番組ナレーション[522] / フジテレビ）
- あにてれ Presents アニソ〜ンぷらす+（ナレーション[522] / テレビ東京)
- 捨てる恋あれば拾う恋あり（番宣番組ナレーション[522] / フジテレビ）
- ドラゴンクエストI・II・III（テレビCM[522]）
- さくら心中（番宣番組ナレーション / フジテレビ）
- ダーウィンの動物大図鑑 はろ〜!あにまる（ナレーション[522] / NHK）
- HEY!HEY!HEY! MUSIC CHAMP（番組ナレーション[522] / フジテレビ）
- 着信御礼!ケータイ大喜利 全国ツアー（番組ナレーション[522] / NHK）
- SVELTY（企業VP）
- Moist Diane 「モイスト・ダイアン ヘアオイル」(企業VP[522])
- 月刊Gファンタジー（TVCM）
- Wii ドラゴンクエストX（TVCM[523]、店頭PV）

2013年
- orp TOKYO（店頭VP）
- Wii U版 ドラゴンクエストX（テレビCMナレーション、店頭プロモーションナレーション）
- Windows版 ドラゴンクエストX（テレビCMナレーション）
- ドラゴンクエストX バージョン2（PVナレーション）
- 復讐のキスをあなたに（TVCM）

2014年
- 3DS「暗殺教室 殺せんせー大包囲網!!」ティザーPV（ナレーション）
- スマホゲーム「暗殺教室 囲い込みの時間」PV(事前登録篇)（ナレーション）
- Z会とのコラボ開始編（企業VP）

2015年
- BANDAI NAMCO（テレビCM）
- Koro-kitchen（テレビCM）
- アプリ「殺せんせーの抜き打ちテスト」（TVCM）
- 3DS用ソフト『暗殺教室 殺せんせー大包囲網!!』（テレビCMナレーション）
- スマホゲーム「暗殺教室 囲い込みの時間」（テレビCMナレーション）
- ヒーリングプラネタリウム「天の川 アイランド・ヒーリング」（企業VP）
- Z会とのコラボ理由編（企業VP）
- ザクセスヘブン ゲーム紹介PV（ナレーション）

2016年
- 暗殺教室からの脱出2（テレビCM）
- 殺せんせーSHOP　リターンズ！（TVCM）
- 3DS「暗殺教室 アサシン育成計画!!」（TVCMナレーション）
- 【18】 キミト ツナガル パズル（TVCM）
- カップヌードル（WEBCM）
- DIANE（企業VP）
- ペルソナ5（TVCMナレーション）
- もんもんモノノ怪（PV）
- 読売新聞コラム「編集手帳」（朗読）

2017年
- NHKニュースおはよう日本（2017年 - 2018年、「朝ごはんの現場」ナレーション / NHK総合）
- ケンタッキーフライドチキン（2017年 - 2018年、WEBCM）
- 世界一周 魅惑の鉄道紀行（2017年 - 2018年、ナレーション / BS-TBS）
- ドラゴンクエストX 目覚めし五つの種族 オンライン（TVCM）
- ピュリナ　フィリックス（ナレーション　食レポCMメーカー）
- ボク、運命の人です。（番宣ナレーター、4話、7話映画の音声）
- 妄想☆ボートマン（ナレーション）
- UR都市機構 URくらしのカレッジ「甘えん坊リスの団地散歩」（WEBCM）

2018年
- アニマックス（TVCM）
- 医学部予備校プロメディカス（TVCM）
- ゲオ（TVCM）
- コードギアス バトルリンク（TVCM）
- 東京都美術館（「ムンク展－共鳴する魂の叫び」音声ガイド）
- ドラゴンエッグ（TVCM）
- ドラゴンクエストX オールインワンパッケージ（TVCM）
- 星屑リベンジャーズ#1-4ダイジェストSP、最終回直前!1時間イッキ見SP!（ナレーション / AbemaSPECIALチャンネル）
- 道の駅富士川楽座プラネタリウム（ナレーション）
- 三菱電機（2018年 - 2019年、「霧ヶ峰」WEBCM）
- メニコン（TVCM）
- やれたかも委員会スピンオフ「聞いてくれ！オレのやれたかも話！」（ナレーション / AbemaTV）
- LINE公式スタンプ（相田みつを×朗読）

2019年
- ゴロパウTV（TVCMナレーション）
- 未来スイッチ（2019年 - 2020年、ナレーション / NHK）
- フジパン（WEBCM）
- カロリーメイト（ラジオCM）
- ビオレ（WEBCM）
- ハリー・ポッター:魔法同盟（日本語吹き替え版トレーラー）
- 声優百年食堂 シリーズ（ナレーション）
- ホットペッパービューティー（WEBCM）
- クライミング世界選手権2019（ナレーション / TBS）
- 発掘！マヤの失われた秘宝（ナレーション / ナショナルジオグラフィック）
- リラクゼーションアプリ【cocorus】（ナレーション）
- アイドルマスター シンデレラガールズ スターライトステージ（実写出演）
- 劇的!クリップ ビフォーアフター（ナレーション / Eテレ）
- ホームスターVR SPECIAL EDITION（ナレーション）
- 北前船寄港地 大阪に行ってみた!（ナレーション）

2020年
- S☆1（ナレーション / TBS）
- 豆しば学園（WEBCM）
- 全国銀行協会（WEBCM）
- ザ・プレミアム・モルツ（WEBCM）
- UNIONE「to you」（ナレーション）

2021年
- GENESISシリーズ 境界線上のホライゾン NEXT BOX HDDD英国編 PV（ナレーション（葵・トーリ））

2022年
- ニラメッコ 第2巻発売記念PV（八潮侘助）
- ウマ娘プリティーダービー「generations 勇者ひしめく時代」篇 CM ナレーション

2023年
- ラグビーワールドカップ2023 もっと楽しめる!開幕直前スペシャル（ナレーション / NHK総合）

### テレビ番組
※はインターネット配信。
- 美女と麻雀（2010年4月15日 - 10月、フジテレビNEXT） - MC
- Let’s天才てれびくん（声 / NHKEテレ  2015年05月11日 - 14日）
- ビットワールド（声 / NHK）「思春期たぬき ぽんぽこポコナ」コーナー
- 『ころ散歩』〜2015年超話題絶品スイーツ旅〜（殺せんせー / フジテレビ）
- 福山ッスル!（2015年7月3日 - 9月18日、AT-X）
- どちゃもん　あさめしまえ（山梨どちゃもん・かげむしゃむしゃ / Eテレ）
- バラのささやき〜創られた美の物語（声 / NHK BSプレミアム  2016年10月15日）
- ありえへん∞世界（2017年 - 2019年、ボイスオーバー / テレビ東京）
- ケンタッキーもしも劇場『もしも福山潤が…』（2017年6月1日 - 7月6日、AbemaTV※）
- PERSONA5 the Animation 純喫茶ルブラン屋根裏放送局（2017年12月 - 2019年3月、AbemaTV※）
- 福山潤・矢尾一樹のlucky arrow（2018年12月 - 2019年2月、ニコニコチャンネル※）[573]
- 偉人たちの健康診断（小早川秀秋 / NHK BSプレミアム  2019年09月05日、12日）
- 次クール、何くーる?（2022年 - 、Youtube※、AT-X） - MC（たいがさん）

### 映像商品
- 青の祓魔師 BLUE NIGHT FES.
- アクセル★ワンだぁ!!〜家族で秋の遠足〜
- AD-LIVE 2014（第5巻）、2015（第6巻）、2016（第4巻）
- 暗殺教室スペシャルイベント 祭りの時間、卒業の時間
- 裏切りは僕の名前を知っている ワルプルギスの宴
- 江口拓也の俺たちだってやっぱり癒されたい！ 2[574]
- おおきく振りかぶって 〜オレらの夏は終わらない〜
- おそ松さんスペシャルイベント フェス松さん'16、'18
- オトメイトパーティー♪2009
- 金色のコルダ〜primavera〜 バラエティDVD シリーズ（全3巻）
- QuinRose MIX. 〜2008.May〜
- グッド ラック ハンター 声優麻雀コロシアム
- 黒執事 その執事、狂騒〜赤いヴァレンタイン〜
- コードギアス 反逆のルルーシュ キセキの誕生日、キセキのアニバーサリー
- 下野紘のおもてなシーモ！第９巻[575]
- 少年陰陽師 “孫”感謝祭〜風雅に響く詩を聴け〜
- しろくまカフェ　笹大盛りで！！ in よみうりランド、〜七夕だよ！笹に願いを！〜
- S.S.D.S. シリーズ ライブDVD ３ - ８
- SUPER VOICE WORLD 夢と自由とハプニング
- 「声優グランプリ」公認!声優界<雀王>決定戦! <J-1グランプリ> Vol.1・2・The Final
- セイント・ビースト「Saint Beast 3rd Party」「Saint Beast 4th Party」「ケダモノたちの聖なる宴」
- テイルズ オブ フェスティバル 2009、2011、2012
- テニスの王子様 Original Video Animation 全国大会篇 FAN DISC White heat Remix
- 七つの大罪FES シリーズ
  - メリオダス生誕祭／聖騎士の夜-ホーリー☆ナイト-
  - マイハマ喧嘩祭り／大☆団☆円-グランドフィナーレ-
  - 輝ける太陽／甦る邪星
- ぬらりひょんの孫 〜百鬼夜行の宴〜、〜千年魔京の宴〜
- ネオロマンスシリーズ
  - ネオロマンス♥フェスタ 6 - 8、12
  - ネオロマンス♥アラモード１、２
  - ネオロマンス♥フェスタ 金色のコルダ 星奏学院祭１- ６、10th Birthday、15th Anniversary
  - ネオロマンス♥ライヴ コルダ☆SONGS
- ノラガミスペシャルイベント〜あなたにご縁があらんことを〜
- ノラガミARAGOTO-MATSURIGOTO-
- 花-HANA- LIVE DVD ダイジェスト版
- 福山ッスル! 01 - 03
- PROJECT DABA　シリーズ
  - MARIA （ELEKITER ROUND 0）PV
  - 「ドロケイ」
  - リアル脱出ゲーム　呪われた廃校からの脱出
  - HORSE LIFE GAME
  - Memorial Year Patry 午年だよ☆ほぼ全員集合!!
  - SABA SURVIVAL GAME SEASONⅡ〜Ⅳ
  - ROBA Vol.1 -sunglass-
- BLEACH SOUL SONIC 2005、2006
- ボドゲであそぼ２、３[576]
- 明治東京恋伽 ハイカラ浪漫劇場 1 - 5、〜Honeymoon〜
- 森川智之と檜山修之のおまえらのためだろ! 鱧!!、𩸽-HOKKE-
- 弱虫ペダルスペシャルイベント LE TOUR DE YOWAPEDA 2017、2018
- LIVE PASTEL COLLECTION 2005 on DVD
- WORKING! シリーズ
  - ワグナリア 〜夏の大感謝祭〜、〜夏の大大感謝祭〜、〜春の大大大感謝祭〜
  - ワグナリア 〜初夏の大大大大感謝祭〜（WWW.WORKING!!第１巻特典DVD）
  - 夏祭りだよ！！全員集合

### 映画
- 腐女子彼女。（2009年5月2日、エスピーオー） - 本人 役
- 兄友（2018年5月26日、T-JOY） - 橘萩之介 役[577]
- 科捜研の女 -劇場版-（2021年9月3日、東映） - アナウンサー 役[578]

### テレビドラマ
- 仮カレ 第4話 - 最終話（2015年11月24日 - 12月22日、NHK BSプレミアム） - 声の出演
- 警視庁アウトサイダー 第8話（2023年2月23日、テレビ朝日） - バーの店長 役[579]

### 朗読劇・舞台
- 逆境ナイン！（ナレーター）
- PLAZA SUITE（ボーデン）
- 世界の終りという名前の天国〜ANGEL29X99（ナレーション）
- 朗読劇 私の頭の中の消しゴム3〜6、8〜11（浩介）
- 朗読劇『まおゆう魔王勇者 エピソード0 始まりに至る物語』勇者編「出立」、魔王編「恋慕」（勇者）
- 朗読劇「あぶな絵、あぶり声〜深雪〜」
- AD-LIVE2014〜2016
- 天才劇団バカバッカ「BADASS PSY-KICKS!」日替わりゲスト（2018年2月24日・25日）
- 朗読劇「東海道四谷怪談外伝・嘘」（若旦那[580]）
- 劇団ヘロヘロQカムパニー「DARK　CROWS　２０１９　トキノソラ」日替わりゲスト（2019年2月3日[581]）
- VOICARION「女王がいた客室」（マイカ・デミドフ）
- 詠唱劇「新本格魔法少女りすか」（2020年11月17日、朗読・供犠創貴[582]）
- BRILLIANT HOTELS Luxurious reading theater（2024年7月6日、B / ブリス[583]）
- 音楽朗読劇「陰陽師」2025公演（2025年2月22日、源博雅[584]）
- 私の頭の中の消しゴム Final Letter（2025年5月1日[585]）

### ラジオ
※はインターネット配信。
- セイント・ビースト ケダモノたちのHEAVEN'S PARTY ハイパー（2003年 - 2004年、アニメイトTV※）
- セイント・ビースト ケダモノたちのHEAVEN'S PARTY splash（2004年 - 2006年、アニメイトTV※）
- S.S.D.S.愛の解体新書 （2005年、NACK5）
- decade on NET「Ver.GUM 〜女神候補生〜」（2005年、杉崎ゆきるデビュー10周年記念特設サイト内※）
- 嗚呼、クラスター学園!（2005年 - 2006年、BEAT☆Net Radio!※）
- BL学園放送部 『ベル☆ラジ』（2006年、インターネットラジオ※）
- プリンセス・プリンセス RADIO 藤森学園A to Z（2006年、アニメイトTV※）
- セイント・ビースト ケダモノたちのHEAVEN'S PARTY すぱーく（2006年 - 2010年、アニメイトTV※）
- レンタルマギカ〜魔法使い、しゃべります!（2006年、webラジ※）
- 武装錬金RADIO（2006年 - 2007年、武装錬金ドットコム※）
- コードギアス 反逆の山々（2006年 - 2007年、m-serve※）
- コードギアス 反逆の山々 DX（2007年、ラジオ関西・文化放送・BIGLOBEストリーム※）
- ラジオ・レンタルマギカ（2007年、公式サイト内※）
- ラジオ・レンタルマギカ〜魔法使い、もっともっとしゃべります!（2007年 - 2008年、webラジ※）
- 小清水亜美・福山潤のオオカミックラジオ（2007年 - 2008年、アニメイトTV※）
- コードギアス るるくるステーション（2008年、文化放送・MBSラジオ）
- ヴァンパイア騎士 黒主学園放送部（2008年、音泉※）
- ラジオ幻想水滸伝 集まれ!108星!（2008年、KONAMI STATION※・音泉※）
- 『XXXHOLiC』&『ツバサ』の春まで待てないっ!（2008年 - 2009年、音泉※）
- 小清水亜美・福山潤のオオカミックラジオII（2009年、アニメイトTV※）
- 福山潤のひとり相合傘（2009年、「浪漫的世界31」アルバム特設サイト内※）
- コミックRUSH Presents ミツルギを革命する二人（2010年、音泉※）
- 伝説の勇者の伝説のラジオ（2010年、ランティスウェブラジオ※・音泉※・アニメイトTV※）
- 福山潤の気分はパリジェンヌ（2010年、「Love Letters2 〜パリ市ロマンチッ区」アルバム特設サイト内※）
- ぬら孫ラジオ 百鬼夜Go!（2010年 - 2011年、アニメイトTV※）
- スタードライバーラジオ 銀河美少年アワー（2010年 - 2011年、音泉※・HiBiKi Radio Station※）
- TAKAKING!!&TANEKING!!（2011年、アニメ公式サイト内※）
- ぬら孫ラジオ 百鬼夜Go!Go!（2011年、アニメイトTV※）
- ファミリア・バール（2012年、アニメイトTV※）
- らじゆう ラジオ勇者（2012年 - 2013年、アニメイトTV※）
- ペルソナ20th ANNIVERSARY ペルソナラジオ（2016年、音泉※）
- PERSONA5 the Animation Radio“カイトーク!”（2018年 - 2019年、アニメイトタイムズ※）[586]
- &CAST!!!アワー ラブナイツ!（2018年 - 2020年、文化放送）[587]
- 「真夜中のオカルト公務員」夜間地域交流課 ラジオ通信（2019年、音泉※）[588]
- 福山潤 キョウトニイケズ（2021年、KBS京都）[589]
- Vivy -Flourite Eye's Radio-（2021年、音泉※）
- 福山蒼井（2021年、音泉※）[590]

### CD
以下の作品については各記事を参照のこと。
- ヴァンパイア騎士 シリーズ（藍堂英）
- おそ松さん シリーズ（松野一松）
- 金色のコルダ シリーズ（志水桂一）
- 金色のコルダ3 シリーズ（如月響也）
- コードギアス 反逆のルルーシュ シリーズ（ルルーシュ）
- 少年陰陽師 シリーズ（藤原敏次）
- セイント・ビースト シリーズ（神官パンドラ）
- 明治東亰恋伽 シリーズ（藤田五郎）
- WORKING!! シリーズ（小鳥遊宗太）

#### ドラマCD
- Are you Alice? シリーズ（三月ウサギ）
- 愛の武将・直江兼続（直江兼続）
- 蒼き鋼のアルペジオ（2011年、千早群像）
  - 第24巻ドラマCD付き特装版（2022年）[591]
- アキカン!（大地カケル）
- あっくんとカノジョ（荘敦大）
- 艶漢 シリーズ（吉原詩郎）
- あなたがお風呂でのぼせるCD 温泉擬人化コレクション フルドラマ「DOKI☆DOKI温泉ツアー」前編、後編（有馬）
- アニコイ〜ANIme mitaina KOI shitai!〜（姉川高時）
- あまつき シリーズ（六合鴇時）
- アリス シリーズ（トゥイードル＝ディー、トゥイードル＝ダム）
  - ハートの国のアリス 〜Wonderful Wonder World〜 ドラマCD 1 - 3
  - クローバーの国のアリス 〜Wonderful Wonder World〜 ドラマCD 1、3
- アルカナ・ファミリア シリーズ（リベルタ）
- 異界繁盛記 ひよこや商店 シリーズ（深川りく、ロビン）
- いつか天魔の黒ウサギ（紅日向）
- いっしょにごはん。シリーズ（卯野葉直）
- イナズマイレブンGO ドラマCD「永遠の絆!!」（白竜）
- バトルスピリッツシリーズ
  - バトルスピリッツ ソードアイズ DVD-BOX ドラマCD「熱き想いのゆくえ ハクア対キザクラ！」（ハガクレ・シドー[592]）
  - 最強銀河 究極ゼロ 〜バトルスピリッツ〜 ドラマCD（DVD-BOX特典）（ソルト[593]、棚志テガマル、ハガクレ・シドー）
  - バトルスピリッツ ダブルドライブ オリジナルドラマCD「究極! 試練の三番勝負!」（タツミ[594]）
- TVアニメーション イノセント・ヴィーナス オリジナルドラマ #0（青狼）
- Vie Durant 3（レザ）
- 裏切りは僕の名前を知っている シリーズ（叢雨九十九）
- うるるんクエスト恋遊記 シリーズ（深栗）
- 運命の人をたぐり寄せる　恋愛セラピーCDブック（王子）
- 英国妖異譚（ルパート・エミリ）
- E'S OTHERWISE コミックCD Vol.2 「見えざる茨の咎人」（ジュマ・ダルヴァザルク）
- S.S.D.S.（KERO☆YUKI）
- Eternal Guardian 〜聖戦士伝説〜 シリーズ（アイザック）
- TVアニメ『えむえむっ!』ドラマCD「えむびよりっ!」（砂戸太郎）
- 狼と香辛料（クラフト・ロレンス）
- 穏やか貴族の休暇のすすめ（スタッド）
- 俺たちのステップ STEP-1 〜激怒と号泣、そして爆笑!〜（なにわ・ツインズ 弟・浪速次郎）
- オレンジハニー（白石誠二）
- 陰陽大戦記 スペシャル サウンドトラック 1・2（太刀花リク）
- 学園革命伝ミツルギ（緑川青羽）
- 陽炎ノスタルジア〜新章〜（朱童一馬）
- 神々の午睡（グドミアノ）
- 神to戦国生徒会 〜ラブラブ・チェイン大集合!〜 ドラマCD（葛城武蔵）
- 巌窟王 audio drama 異形の貴公子（アルベール・ド・モルセール子爵）
- 鬼絆(きずな) 〜KIZUNA〜 シリーズ（鬼崎凱）
- キディ・グレイド サウンドレイヤー Vol.1、4（トゥイードゥルダム）
- ぎぶそん（マロ）
- 君とナイショの…今日から彼氏（キミカレ）（南千歳）
- キミキス（柊明良）
- 鬼の風水 シリーズ（筒井卓也）
- Canvas 〜セピア色のモチーフ〜 Featuring 〜桜塚恋〜
- 境界線上のホライゾンHR（葵・トーリ）
- キヨショー シリーズ（御厨俊）
- キラメキ☆銀河町商店街（黒須藍）
- CHiRAL CAFEへようこそ（リン）
- 殺×愛 -きるらぶ- Lovers, so that want to Kill.（椎堂密）
- GOOD LUCK HUNTER〜幸運の狩人〜（銀河）
- CLUSTER EDGE（ベリル・ジャスパー）
- クラ×ラバ 〜マイスターシンガーズの憂鬱〜（ベートーベン）
- グリードパケット∞（セラ）
- 鉄のラインバレル Sound Plays 1・2（加藤久嵩）
- 黒子のバスケ 2nd SEASON 4 初回封入特典 SPECIAL CD（花宮真）
- 黒執事 華麗なるドラマCD（グレル・サトクリフ）
- 幻想水滸伝シリーズ（ルック）
- 戀々 シリーズ（霜月）
- 高機動幻想ガンパレード・オーケストラ ドラマCD Vol.1・2 〜白の章〜（竹内優斗）
- 鉱石妖精（笑い猫）（ニュータイプ・ロマンス 2007 SPRING 応募者全員サービス）
- 第一回 声優アワード 記念作品 「こゑこひ 〜あなたの声に恋してる〜」『Still live, still love』
- 最終神話戦争イデアオペラ オリジナルドラマCD 第2章 彷徨う冥界の扉（トール）
- SoundTail ドラマCD Quintet 第二話 沖縄★水着★おまけに演歌?（水川さとし）
- ドラマCD 咲-Saki-（須賀京太郎）
- SAMURAI DEEPER KYO 陰陽殿への扉編 第四巻『朱雀対鶺鴒』（先代“紅の王”）
- サモンナイトX 〜Tears Crown〜 オリジナルドラマCD（ディラン）
- サルーテ!（メリー）
- Sneaker CD Special されど罪人は竜と踊る 禁じられた数字（イーギー・ドリイエ）
- The Voice Request series Vol.3 〜めいわくな女〜 第3話「大正アナーキー・デテクティブ」（壬生公彦）
- サンタクロースの宅配便（三田五郎）（ぷろだくしょんバオバブ 期間限定通販）
- G線上の魔王 サウンドドラマ-償いの章- 第一巻（浅井京介）
- 椎名くんの鳥獣百科（花千歳）
- 仕立屋工房 Artelier Collection シリーズ（火炎）
- 死神姫の再婚 Drama CD Vol.1（ティルナード・レイデン）
- シャイニング・フォース フェザー ドラマCD（シズマ）
- ジャングルはいつもハレのちグゥ デラックススペシャルCD〜ジャングル通信デラックス（ポクテ夫）
- シュヴェルトライテの槍（セオキルス）
- 十五少年漂流記〜二年間の夏休み〜（ドニファン）
- 獣神演武（汰臥帝）
- 12人の優しい殺し屋 「Sign：Ruby」（愛染良彦）
- 純血+彼氏（衿夜）※コミック第7巻特装版付属CD
- ジョーカー・ゲーム シリーズ（実井）
- 少女ファイト（コミック特装版特典CD）野良犬たちのおつかい（三國広之）
- 私立堀鐔学園 1 - 4（四月一日君尋）（応募者全員サービス）
- 辛奇音劇シリーズ「木原浩勝の怪鬼宴〜旅館の怪〜」（田口浩平）
- switch〜スイッチ（衛藤快）
- Story of 365days SPADE Anniversary from October to December（ピノクル）
- S・L・H ストレイ・ラブ・ハーツ! ドラマCD 第1巻（飛鳥井聖）
- ストレンジ・プラス（巧美）
- S・A〜スペシャル・エー〜（滝島彗）
- Starry☆Sky シリーズ（木ノ瀬梓）
- 声優かっ!（春山瑞希）
- 石膏ボーイズ ドラマCD&トランプ 〜君のハートにロイヤルストレートフラッシュ〜（ヘルメス）
- 07-GHOST シリーズ（ハクレン＝オーク）
- TVアニメーション「戦場のヴァルキュリア」ドラマCD 第一・二章（マクシミリアン）
- ZONE-00（志萬安吾）
- 卒業M ドラマコレクション〜もう1度ラビリンス〜（男子生徒）
- 宇宙をかける少女（レオパルド）
- D.C. 〜ダ・カーポ〜 オリジナルドラマアルバム「春色の島」（朝倉純一）
- W〜ウィッシュ〜（遠野潤和）
- ディーふらぐ!（河原中）
- decade 〜Yukiru Sugisaki 10th Anniversary〜（ゼロ・エンナ）
- テイルズ オブ デスティニー2（カイル・デュナミス）
- テガミバチ（ゴーシュ・スエード）
- DUEL LOVE 恋する乙女は勝利の女神 オリジナルドラマCD 恋する王子は勝利のヘブン（朝倉勇馬）
- テレパシー少女 蘭〜ねらわれた街/前編・後編（綾瀬留衣）
- ドラマCD+キャラソン 伝説の勇者の伝説 ライナCD（ライナ・リュート）
- 天は赤い河のほとり サウンドシアター 8（マリ・ピアシュシュリ）
- ToHeart2（河野貴明）
- 東京アンダーグラウンド Vol.2 ハート・ストリング（衛兵）
- 倒凶十将伝 「魔王の心臓」後編（美香の弟）
- 東京探偵姫〜残光の剣士・沖田総司（仲根弓麿）
- DOLLS 1・2（蓮井珠緒）
- TVアニメ「咎狗の血」ドラマCD（リン）
- トリニティ・ブラッド Rage Against the Moons II MISSION III OVERCOUNT（ブラザー・アンデレ）
- ナヴァグラハ -DefenD 9 Triggers-（赤車駆馬[595]）
- 成恵の世界（丸尾正樹）
- 忍たま乱太郎 ドラマCD 二年生の段（舳丸）
- ぬらりひょんの孫（奴良リクオ）
- NAKED BLACK ドラマCD 第1巻（ユージーン）
- NOBU シリーズ（ヤス）
- Hard Days Nights〜「SOMEDAY」〜（竜崎星哉）
- 獏-BAKU- 1 - 3（リン）
- 伯爵と博士の血液型的運命論（森川くん）
- はっぴぃセブン（河川菊之介）
- Drama CD 薔薇嬢のキス〜rose1・2〜（浅木晴嵐 / 青薔薇）
- バレスタ 2nd・3rd（高原翼）
- ハロウィン+タウン（瓜生南）
- PandoraHearts（ヴィンセント＝ナイトレイ）
- beatmania IIDX spin-off drama ROOTS26S[suite] Vol.1（神崎エレキ）
- 秘密のクラブへようこそ!（白瀬真透）
- PIANO 第二・三楽章（高橋一也）
- ファイブ（渓幸平）
- フェイバリットディア（フェリミ・マクディル）
- 覆面系ノイズ（黒瀬歩）※コミックス限定版付属CD
- ふしぎ遊戯 玄武開伝（紫義）
- 武装錬金（武藤カズキ）
- フラワー・オブ・ライフ（三国翔太）
- BLACK BLOOD BROTHERS（ゼルマン・クロック）
- BLACK/MATRIX OO（アベル）
- Purism×Egoist（桐山蒼〈マスター〉）
- 原作版 プリンセス・プリンセス（辻寮長）
- TVアニメーション プリンセス・プリンセス（河野亨）
- フルーツバスケット（桜木直人）
- BRAVE10（猿飛佐助）
- PERSONA5 THE NIGHT BREAKERS（主人公）
- 放課後はミステリーとともに（霧ケ峰涼）
- ぼくのとなりに暗黒破壊神がいます。（小雪芹[596]）
- ボクラノキセキ（皆見晴登）※コミックス第7巻限定版付属CD[597]
- 星くず英雄伝（ジークフリード・フォン・ブラウン[598]）
- Both Wings〜白と黒の混ざり合う場所〜（倉本雅一）
- 舞姫恋風伝（陸慧俊）
- まおゆう魔王勇者（勇者）
- 勾玉花伝 巫女姫様とさくらの契約（千隼）
- マクロスFrontier ドラマCD 娘ドラ◎ ドラ1 - 4（ルカ・アンジェローニ）
- 真剣で私に恋しなさい!! ドラマCD Vol.2（クッキー2）
- 魔法先生ネギま!さらば愛しき紅き翼（ゼクト）
- 真夜中の弥次さん喜多さん 愛と幻覚のセレナーデ（インタビュアー）
- マンガ家さんとアシスタントさんと（愛徒勇気）
- 蜜×蜜ドロップス（百合丘千駿）
- 名作文学（笑）シリーズ アリ＆キリギリス（キリギリス）
- 女神異聞録ペルソナVOL.2（男子生徒）
- Messiah メサイア（司馬柊介）
- 覚醒（めざめ）のHERMIT〜覚醒の章〜 前篇・後篇（橘竜）
- メモリーズオフ2nd コンプリートボックス〜想い出のタイムカプセル〜（中森翔太）
- Metro（佃孝太郎）
- めるぷり〜ぷりぷりCD-PACK（ピカレンジャー、平田林）（LaLa 応募者全員サービス）
- メンズ校 1 - 4（牧主税）
- ヤミと帽子と本の旅人（アーヤ）
- 百合男子（花寺啓介）
- LOVELESS シリーズ（塩入弥生）
- RE:BORN（GACKTアルバム）（Ryuichi Asakura）
- TVアニメ『RAIL WARS!』Dual Sound DramaCD（高山直人）
- 烈風の騎士姫（サンドリオン）
- レンタルマギカ（伊庭いつき）
- 浪漫狩り（篁伊織）
- わたしのお嬢様（ユーリ＝ステア）※「メイド服のお嬢様編」下巻に同梱

#### 朗読・シチュエーションCD
- あいのことば その4 [福山潤]
- 愛のポエム付言葉攻めCD Vol.5 LOVERSII〜優しさについて熟考する〜 福山潤VS千葉進歩
- I LOVE PET!! vol.8 ビーグル（レン）
- あなたがお風呂でのぼせるCD 〜温泉擬人化コレクション〜 第7弾「有馬編」（有馬[599]）
- あなたがお風呂でのぼせるCD 〜温泉擬人化コレクション・混浴編〜 第7弾「有馬＆和倉」（有馬）
- angelica -高村光太郎-
- 感応時間9 〜黒〜
- 官能昔話7 〜日本昔話〜
- 月刊男前図鑑シリーズ特別編 月刊光源氏図鑑 〜椿編・紅椿盤〜
- 恋してキャバ嬢 デートCD Vol.3（東園琢磨）
- 心あたたまる物語 Vol.5
- 心あたたまる物語外伝 その3
- The Time Walkers 9 沖田総司
- 死神彼氏シリーズ 死神デートCD Vol.5 「Re:BIRTHDAY SONG〜カイリ〜」
- 週刊添い寝CD vol.11 透真（透真）
- 12人の優しい殺し屋 「INTRODUCTION」（愛染良彦）
- Story of 365days SPADE Anniversary from October to December（ピノクル）
- SLEEP×2
- 戦国武将物語〜大名編その弐〜（第一話「伊達政宗物語」）
- 戦国武将物語外伝〜14の大名物語〜（伊達政宗物語外伝「我は奥州の王である」）
- ツンデレタロットB（占い読み手〈ツンデレ也〉）
- DEARS 十二星座物語 Apollon Side（朗読 - いて座）
- DEARS星座物語外伝〜25の物語〜（朗読 - うしさんを助けた弓矢）
- Dolly Gourmand（深山春）
- ドリー夢Say★Youコレクション 福山潤・水島大宙
- 幕末志士物語〜新選組編〜（「永倉新八物語」）
- 幕末志士物語外伝〜14の新選組&薩摩・長州編〜（「永倉新八物語外伝」）
- 華アワセ カラクリ覗 -蛟-（蛟）
- Honeymoon vol.3 水沼大地（水沼大地）
- 羊でおやすみシリーズ Vol.5 「いっしょに寝てもいい?」
- ふしぎ工房症候群 オリジナル朗読CD EPISODE.8 オルゴール」
- 明治吸血奇譚「月夜叉」弥生の巻 八城隼人[600]
- Miracle Train Escort Voice 青山一丁目 縁
- もう一つの日本史 知られざる武将たちの宴 その参「伊達政宗 対 片倉小十郎」
- 留学生は王子様（アンリ＝ロベール・ダルトワ）
- 歴史ロマン朗読CD 城物語 松平容保と会津若松城（松平容保）

#### ラジオ・トークCD
- ネットラジオCD 嗚呼、クラスター学園! シリーズ
- DJCD あまつき やみつきラジオ シリーズ
- 癒されBar若本 the CD Vol.02
- TVアニメ『えむえむっ!』ラジオ 第二ボランティア部 出張所
- 学園革命伝ミツルギ ラジオCD（コミックラッシュ 4月号付録）
- DJCD カグヤ♡ボイスパラダイス シリーズ（カグヤ 付録）
- ラジオCD 鬼の風水〜The Invitation〜（ナビゲーター）
- 月刊Asukaステーション シリーズ（月刊Asuka付録）
- ラジオDJCD 小清水亜美・福山潤のオオカミックラジオ、II
- 「咲らじ」DJCD 「咲らじ-清澄高校麻雀部-疾風編」
- サンスポ・声優応援メッセージCD「Yell Message」第2章
- 少年陰陽師 ラジオCD 第二巻 彼方に放つ声をきけ〜略して孫ラジ
- DJCD Starry☆Sky 〜星月学園新聞部〜 第1巻
- セイント・ビースト DJCD Chat.5 〜ケダモノたちの秘密の宴〜 Vol.1
- DJCD 07-GHOST the world vol.1 - 3
- DJCD 戦場のヴァルキュリア GBS第7小隊分局
- 伝説のドリンク「伝説の勇者の伝説のラジオ」シリーズ
- 咎狗の血 True Blood DJCD「狗ラジ TB-SHOW」
- DJCD ぬら孫ラジオ 百鬼夜Go! シリーズ
- ネオロマンスParadise Cure! 2、5
- パーソナルトークCD 福山潤
- 新・パーソナルトークCD 中井和哉
- 新・パーソナルトークCD 3 井上和彦
- BL裏話SPECIAL Part.3
- DJCD BL学園放送部 ベル☆ラジ
- ラジオCD 日野聡vs立花慎之介 平成ニッポン・国取り合戦ラジオ!! 弐ノ巻
- 福山潤と高城元気の朝まで語ろう! 第一夜、第二夜
- 藤原・平田のSweet Tea Party 2nd invitation
- プリンセス・プリンセス DJ・CD Vol.1・2
- PERSONA5 the Animation Radio“カイトーク！” DJCD シリーズ[601]
- DJCD メロン・なじみのスパークリング☆KISS
- MONO-ROSE 冬増大号
- 裏MONO-ROSE TAKE2 ※非売品
- モモっとトーク・ダイジェストCD6 モモっとトーク・ホコホコCD
- モモっとトーク・スペシャルCD モモっとトーク・スペシャルCD2
- (有)チェリーベル分室『日雇い フラグラ・アイランド!』special.8 声優ガチンコ対談番組 "THE MARUHADAKA" 福山潤 編
- Radio ZERO-SUM TALK PACK4 〜It is under actibity actively.〜
- ラジオの国のアリス〜Wonderful Wonder Radio〜 DJCD 第2巻

#### BLCD
- 愛される貴族の花嫁（高柳一葉）
- 愛される人へ告ぐ（岡金子季紀）
- 愛と欲望は学園で（高原夕）
- 蒼い海に秘めた恋（ショア・ランカーム）
- 甘い融点（遠矢陸）
- あやかり草紙（渋谷）
- アンバサダーは夜に囁く（天羽陸）
- いつかじゃない明日のために シリーズ（羽田直哉）
- いとしのテディボーイ1（若草恵）
- インテグラ（戸田忠志）
- エロチックな呪縛（鈴倉葵・速見佳隆）
- おおいぬ荘の人々（深山ユキ）
- 親猫 シリーズ（一ノ関潤）
- 顔のない男（篁音彦）
- 学園ヘヴン シリーズ（伊藤啓太）
- 桔梗庵の花盗人と貴族（芦名胤人）
- きみがいなけりゃ息もできない シリーズ（二木了）
- キミに飼われたい! シリーズ（相沢和樹）
- きみのとなりで眠りたい（倉持裕人）
- 黒の騎士（ロディ）
- 幻想少年譚 月彦（月彦）
- 恋のためらい愛の罪（慎弥）
- 恋のテイスティング シリーズ（藤之宮智幸）
- 極妻のススメ（和田優介）
- 困った時には星に聞け! シリーズ（久住渡）
- SASRA シリーズ（奈良岡蓮）
- GP学園生徒会執行部 シリーズ（木村鈴音）
- 静かにことばは揺れている（斎藤弘）
- 失恋マニア（敦也）
- シャルル＆ハルキ シリーズ（ハルキ）
- 純情 シリーズ（瀬尾晶）
- 情熱のヤングマン（小野智）
- 職業、王子（リインシャール・イブン・ファルハマド・アル・カトラカマール）
- 私立翔瑛学園男子高等部 倉科先生の受難（井之上芽）
- 心臓がふかく爆ぜている（斎藤弘）
- スーツを脱いだあと…（藤村貴人）
- SUPER LOVERS シリーズ（海棠亜樹）
- スリルがいっぱい シリーズ（鳥居世津）
- 是-ZE-（紺）
- 清潤寺家 シリーズ（清潤寺道貴）
- セブンデイズ シリーズ（篠弓弦）
- 全寮制櫻林館学院 シリーズ（村生春実）
- そして、ひらく扉（須永透）
- その腕で溺れたい（山田恵）
- 抱きしめても怒りませんか？（服部慎太郎）
- チェリーボーイ作戦 シリーズ（水上穀）
- 沈黙の狼（佐倉光陽）
- 月に狼（鈴雀）
- 月宿る（最上圭嗣）
- 罪作りな君 シリーズ（藍田樹）
- ディール（水嶋律）
- 同級生 シリーズ（青砥空乃）
- 東山道転墜異聞（松平修理）
- 独裁者の恋（水瀬祐）
- Drは龍に乗る（宮城翔）
- トラブルメイカー シリーズ（松崎アキラ）
- なんでも屋ナンデモアリ（向井翼）
- 25時、赤坂で3（三原望）
- ニッポニア・ニッポン（桜）
- 背徳のブラシック（相原透）
- Hybrid Child（和泉小太郎）
- 白衣・黒衣 働く男の征服（クリス、黒田）
- 華は貴族に手折られる（神代修三）
- 花降楼シリーズ 8 白き褥の淫らな純愛（撫菜）
- 花嫁は開発室長（高城怜司）
- パラダイスへおいでよ!（桜ユウキ）
- 薔薇の名前（山上彬）
- 瞳をすまして（牧野登和）
- 美貌の挑発（碓井洋介）
- ビューティフル・サンデー（周防聖司）
- FAN（茂利里実）
- Black or White（仁科千晶）
- ブラザーズ シリーズ（渡辺くりす）
- ふらちな恋のプライス（瀧口尚也）
- FLESH&BLOOD シリーズ（東郷海斗）
- 毎日晴天! シリーズ（帯刀真弓）
- 魔王 シリーズ（伽羅）
- 摩天楼に抱かれて（水無瀬基）
- マルサのお・と・こ♂（森川晶）
- 淫らな罠に堕とされて シリーズ（神津雅俊）
- ミックス★ミックス★チョコレート（下平）
- ムーンリット・ハンティング シリーズ（怜夜）
- 密約（加嶋未久）
- むかつくアイツに撫でられたい。（マスター）
- 胸さわぎのルーレット（松山泰明）
- MOMO CAN2（水蜜桃）
- 優しくて棘がある DANGER 〜愛はすべてを奪い合う〜（三奈瀬葵）
- 誘惑 シリーズ（美弥遥）
- 夜明けには好きと言って（白坂一葉）
- 妖精学園フェアラルカ シリーズ（エア）
- 欲望のベクトル（笹本和希）
- 落花流水のホシ（久瀬純[602]）
- LOVE SEEKER シリーズ（外村智弘）
- Lovely Sick（秋芳尚之）
- ラブ★パニ 恋愛警報☆パニック注意報（小湊杏太）
- ララの結婚（パドマ）
- リピート・アフター・ミー（志賀雄之介）
- 龍を飼う男（高柳智明）
- 寮長様とヒミツの契約（瀬野一馬）
- 凛!（小早川桂）
- レシピ（春原さとし）
- レンアイ・アラカルト!（藤波俊貴）
- ワイルド・ロック（ユウエン）
- 若!! シリーズ（嵩田二郎）
- ワガママだけど愛しくて シリーズ（高見奈津）
- わがままプリズナー（島村雄三）

### パチンコ・パチスロ機
- CR大奥〜繚乱の花戦〜（徳川家光）
- パチンコ・パチスロ おそ松さん（松野一松）
- CRフィーバー革命機ヴァルヴレイヴ（アードライ）
- CR金田一少年の事件簿（明智健悟）
- パチンコ・パチスロ コードギアス 反逆のルルーシュ（ルルーシュ）
- CR 07-GHOST（ハクレン）
- パチスロ 戦場のヴァルキュリア（マクシミリアン）
- パチスロ ToHeart2（河野貴明）
- ぱちんこCR七つの大罪（キング）
- パチスロ beatmania（慧靂）
- ぱちんこ ガラスの仮面（2020年、桜小路優[603]）

### 携帯コンテンツ
- 12人の優しい殺し屋（愛染良彦）
- 代官山シークレットLOVE（一ノ瀬琉偉）
- ボーイフレンド（仮）（西園寺蓮[604]）
- 明治東亰恋伽（藤田五郎）
- LINE プレイ（カイ[605]）

### その他コンテンツ
- サンデーCM劇場 金色のガッシュ!!（高嶺清麿）
- インターネットパイロットドラマ・2.5大作戦（JEA幹部C）
- ヴァジアルサーガ〜愚民化戦略〜・StudioGIWボイスドラマ Vol.2 〜溜息月華〜（赤法神リシュ）
- 緊急発進!マグナムガーディアン（ケイスケ）
- ぷろだくしょんバオバブ プロデュース公演 「歓喜の歌」（声の出演）
- JOYSOUND【ボイス】 にゃんぱいあ（にゃてんしさん）
- にゃんぱいあ ボイスぬいぐるみ（にゃてんし）
- 王子と!恋するプラネタリウム 第3弾「秋の星空」公演（声の出演）
- アプリ「殺せんせーの抜き打ちテスト」（殺せんせー）[606]
- 東京ガールズコレクション2016 AUTUMN/WINTER（松野一松）
- イレブンタッチ（2018年、野坂悠馬）
- メッツァ・ムーミンバレーパーク（2019年3月16日 - 、スニフ[607]）
- CV部（車、線香花火等[608]）
- アプリ「viewty」（須藤ゆたか[609]）
- アプリ「MAPLUSキャラdeナビ」（ルルーシュ[610]）
- MILGRAM -ミルグラム-（ジャッカロープ[611]）
- 【イナズマイレブン SD】野坂とラントの秘密会議（2020年、野坂悠馬、霧隠ラント）
- TRUE WIRELESS STEREO EARPHONES 福山潤 モデル（2020年、オリジナル音声[612]）
- ボイレピ♪ 朝ごはん #12 福山潤さんの声で作る「落とし卵とごろごろ野菜のポトフ」（2021年）[613]
- ショート動画「嫌われる男 最高の学園生活」（2022年、脚本・原作、主演[614]）
- ハイドライバーズ（2022年 - 、響・クラウド[615]）
- 【3度目の公式】異世界おじさんが『ソニックスーパースターズ』をプレイしてみた！（2023年、たかふみ）
- poiq（2024年、爽やか）

## ディスコグラフィ

### シングル
|            | 発売日         | タイトル           | 規格品番   | 規格品番       | 規格品番   | 規格品番   | オリコン 最高位 |
| 初回限定盤 | 発売日         | タイトル           | 通常盤     | きゃにめ限定盤 | アニメ盤   |            | オリコン 最高位 |
| ---------- | -------------- | ------------------ | ---------- | -------------- | ---------- | ---------- | --------------- |
| 1st        | 2017年2月15日  | KEEP GOING ON!     | PCCG-01577 | PCCG-01578     | SCCG-00016 |            | 6位             |
| 2nd        | 2018年11月21日 | Tightrope          | PCCG-01736 | PCCG-70438     | SCCG-00030 | 17位       |                 |
| 3rd        | 2019年4月24日  | dis-communicate    | PCCG-01766 | PCCG-70447     | SCCG-00037 | PCCG-01767 | 11位            |
| 4th        | 2021年10月20日 | DIES IN NO TIME    | PCCG-02004 | PCCG-70477     | SCCG-00074 | PCCG-02005 | 18位            |
| 5th        | 2023年1月18日  | NEW DRAMA PARADISE | PCCG-02169 | PCCG-02170     | SCCG-00104 | PCCG-02171 | 11位            |

### アルバム
|                  | 発売日           | タイトル                            | 規格品番         | 規格品番         | 規格品番         | オリコン 最高位  |                  |
| 初回限定盤       | 発売日           | タイトル                            | 通常盤           | きゃにめ限定盤   |                  | オリコン 最高位  |                  |
| フライングドッグ | フライングドッグ | フライングドッグ                    | フライングドッグ | フライングドッグ | フライングドッグ | フライングドッグ | フライングドッグ |
| ---------------- | ---------------- | ----------------------------------- | ---------------- | ---------------- | ---------------- | ---------------- | ---------------- |
| 1st              | 2009年11月26日   | 浪漫的世界31                        | VTZL-10          | VTCL-60170       |                  | 22位             |                  |
| 2nd              | 2010年7月21日    | Love Letters 2 〜パリ市ロマンチッ区 | VTZL-20          | VTCL-60200       | 33位             |                  |                  |
| 3rd              | 2011年5月25日    | 福山潤、愛を歌う！                  | VTZL-25          | VTCL-60250       | 22位             |                  |                  |
| 4th              | 2013年5月22日    | Love Letters 3 〜祭りの国で         | VTZL-62          | VTCL-60350       | 26位             |                  |                  |
| ポニーキャニオン |                  |                                     |                  |                  |                  |                  |                  |
| 1st              | 2017年6月21日    | OWL                                 | PCCG-01608       | PCCG-01609       | SCCG-00022       | 6位              |                  |
| 2nd              | 2020年1月8日     | P.o.P -PERS of Persons-             | PCCG-01847       | PCCG-01848       | SCCG-00045       | 9位              |                  |
| ミニ             | 2025年2月5日     | Reflection                          | PCCG.02410       | PCCG.02411       | SCCG.00169       | 49位             |                  |

### 配信楽曲
| 配信開始日    | タイトル       | 規格品番   |
| ------------- | -------------- | ---------- |
| 2017年8月23日 | Hi-Fi-Highway→ | PCSP-02250 |

### タイアップ曲
| 楽曲               | タイアップ                                               | 時期   |
| ------------------ | -------------------------------------------------------- | ------ |
| dis-communicate    | テレビアニメ『真夜中のオカルト公務員』オープニングテーマ | 2019年 |
| DIES IN NO TIME    | テレビアニメ『吸血鬼すぐ死ぬ』オープニングテーマ         | 2021年 |
| NEW DRAMA PARADISE | テレビアニメ『吸血鬼すぐ死ぬ2』オープニングテーマ        | 2023年 |

### 映像作品
| 発売日        | タイトル                      | 規格品番   | 規格品番   | 規格品番   | 規格品番   |
| 発売日        | タイトル                      | BD         | BD         | DVD        | DVD        |
| 発売日        | タイトル                      | きゃにめ版 | 一般流通版 | きゃにめ版 | 一般流通版 |
| ------------- | ----------------------------- | ---------- | ---------- | ---------- | ---------- |
| 2018年2月21日 | 福山潤・ひとりのBocchi Show   | SCXP-00023 | PCXP-50543 | SCBP-00031 | PCBP-53503 |
| 2021年5月19日 | 福山潤ひとりのBOCCHI SHOW2020 | SCXP-00092 | PCXP-50817 | SCBP-00060 | PCBP-62335 |

### キャラクターソング
| 発売日   | 商品名 | 歌 | 楽曲                                                                                     | 備考                                                                                     |
| 1999年   | 1999年 | 1999年 | 1999年                                                                                   | 1999年                                                                                   |
| -------- | --- | --- | ---------------------------------------------------------------------------------------- | ---------------------------------------------------------------------------------------- |
| 3月26日  | FAVORITE DEAR C | フェリミ・マクディル（福山潤） | 「雲の五線紙」                                                                           | ゲーム『フェイバリットディア』関連曲                                                     |
| 2001年   | | |                                                                                          |                                                                                          |
| 8月22日  | 機動天使エンジェリックレイヤー キャラクターソングアルバム〜天使の音楽（メロディ）〜                                     | 小林虎太郎（福山潤） | 「Guardian Angel〜君を守りたい」                                                         | アニメ『機動天使エンジェリックレイヤー』関連曲                                           |
| 2004年   | | |                                                                                          |                                                                                          |
| 2月21日  | ヴォーカル集 金色のコルダ 〜espressivo〜                                                                                | 志水桂一（福山潤） | 「Hi･damari」                                                                            | ゲーム『金色のコルダ』関連曲                                                             |
| 8月25日  | 金色のコルダ Fantasmagoria                                                                                              | 志水桂一（福山潤） | 「Tone Color-真珠の音色-」                                                               | ゲーム『金色のコルダ』関連曲                                                             |
| 8月25日  | 学園ヘヴン ヴォーカルアルバム〜SONG!MVP〜                                                                               | 伊藤啓太（福山潤） | 「前を向いていこう！」 「BL学園校歌」                                                    | ゲーム『学園ヘヴン』関連曲                                                               |
| 10月22日 | switch VOCAL CD Vol. 1                                                                                                  | 衛藤快（福山潤） | 「come up smiling」                                                                      | 『switch』関連曲                                                                         |
| 12月22日 | 学園ヘヴン マキシシングル〜BITTER CHOCOLATE〜                                                                           | 伊藤啓太（福山潤） | 「Little Wish」                                                                          | ゲーム『学園ヘヴン』関連曲                                                               |
| 12月22日 | 学園ヘヴン マキシシングル〜SWEET CANDY〜                                                                                | 伊藤啓太（福山潤） | 「WALK UP!」                                                                             | ゲーム『学園ヘヴン』関連曲                                                               |
| 2005年   | | |                                                                                          |                                                                                          |
| 6月22日  | セイント・ビースト Saint Best Lost.2 Vocal Best of the Saint Beast                                                      | 神官長パンドラ（福山潤） | 「光と闇のあいだ」                                                                       | アニメ『セイント・ビースト』関連曲                                                       |
| 9月22日  | エターナル・ガーディアン キャラクターズヴォーカル集                                                                     | アイザック（福山潤）、ラーディス（吉野裕行) | 「永遠の絆」                                                                             | 『エターナル・ガーディアン〜聖戦士伝説〜』 第一部 第三章「セレネイド」エンディングテーマ |
| 10月19日 | ヴォーカル & 演奏曲集 金色のコルダ 〜espressivo 2〜                                                                     | 志水桂一（福山潤）、柚木梓馬（岸尾だいすけ） | 「Sotto Voce」                                                                           | ゲーム『金色のコルダ』関連曲                                                             |
| 10月19日 | ヴォーカル & 演奏曲集 金色のコルダ 〜espressivo 2〜                                                                     | 月森蓮（谷山紀章）、土浦梁太郎（伊藤健太郎）、志水桂一（福山潤）、火原和樹（森田成一）、柚木梓馬（岸尾だいすけ）、金澤紘人（石川英郎）、王崎信武（小西克幸） | 「Overture -序曲-」                                                                      | ゲーム『金色のコルダ』関連曲                                                             |
| 12月21日 | Super Stylish Doctors Songs 2 ヴォーカルアルバム「Ten Supplements」                                                     | 日下真一郎（千葉進歩）、KERO☆YUKI（福山潤） | 「風を起こそう！」                                                                       | 『S.S.D.S. 〜Super Stylish Doctors Story〜』関連曲                                       |
| 2006年   | | |                                                                                          |                                                                                          |
| 1月25日  | いぬかみっ！キャラクターコレクションCD① ようこ＆啓太                                                                    | ようこ（堀江由衣）、川平啓太（福山潤） | 「いぬかみっ！狂走曲 第一幕 ようこと啓太編 懲りない日常」                                | アニメ『いぬかみっ！』関連曲                                                             |
| 2月22日  | いぬかみっ！キャラクターコレクションCD② なでしこ＆啓太                                                                  | なでしこ（名塚佳織）、川平啓太（福山潤） | 「いぬかみっ！狂走曲 第二幕 なでしこと啓太編 ある昼下がり」                              | アニメ『いぬかみっ！』関連曲                                                             |
| 2月22日  | 金色のコルダ divertimento                                                                                               | 志水桂一（福山潤） | 「Moments of Delight」                                                                   | ゲーム『金色のコルダ』関連曲                                                             |
| 2月22日  | 金色のコルダ divertimento                                                                                               | 月森蓮（谷山紀章）、土浦梁太郎（伊藤健太郎）、志水桂一（福山潤）、火原和樹（森田成一）、柚木梓馬（岸尾だいすけ）                                             | 「Happy Time」                                                                           | ゲーム『金色のコルダ』関連曲                                                             |
| 3月15日  | うえきの法則キャラクターソングアルバム The Low Of Songs!                                                                | アノン（福山潤） | 「road」                                                                                 | アニメ『うえきの法則』関連曲                                                             |
| 3月24日  | いぬかみっ！キャラクターコレクションCD③ ともはね＆啓太                                                                  | ともはね（長谷川静香）、川平啓太（福山潤） | 「いぬかみっ！狂走曲 第三幕 ともはねと啓太編 ぽっかぽかの日曜日」                        | アニメ『いぬかみっ！』関連曲                                                             |
| 4月26日  | いぬかみっ！キャラクターコレクションCD④ せんだん＆啓太                                                                  | せんだん（松岡由貴）、川平啓太（福山潤） | 「いぬかみっ！狂走曲第四幕 〜せんだん&啓太編 ロマンティック アフタヌーン〜」             | アニメ『いぬかみっ！』関連曲                                                             |
| 6月7日   | OVA「セイント・ビースト〜幾千の昼と夜 編〜」 オリジナルサウンドトラック＆キャラクターボーカルアルバム Trembled Melodies | 神官長パンドラ（福山潤） | 「囚われの天使」                                                                         | アニメ『セイント・ビースト』関連曲                                                       |
| 6月21日  | いぬかみっ！キャラクターコレクションCD⑤ たゆね・いぐさ＆啓太                                                            | たゆね（森永理科）、いぐさ（本多陽子）、川平啓太（福山潤）                                                                                                   | 「いぬかみっ！狂走曲第五幕 たゆね・いぐさと啓太編 それは、真夜中突然に」                 | アニメ『いぬかみっ！』関連曲                                                             |
| 7月21日  | プリンセス・プリンセス キャラクターソング Sweet Suite Vol.3                                                             | 河野亨（福山潤） | 「明日はHallelujha」                                                                     | アニメ『プリンセス・プリンセス』関連曲                                                   |
| 7月26日  | いぬかみっ！キャラクターコレクションCD⑥ いまり・さよか＆啓太                                                            | いまり（遠藤綾）、さよか（新谷良子）、川平啓太（福山潤） | 「いぬかみっ！狂走曲 第六幕 いまり・さよかと啓太編 魅惑のジャングルナイト」              | アニメ『いぬかみっ！』関連曲                                                             |
| 8月2日   | BLEACH BEST COLLECTION 2nd SESSION03 更木剣八、草鹿やちる、斑目一角&綾瀬川弓親                                          | 更木剣八（立木文彦）、草鹿やちる（望月久代）、斑目一角（檜山修之）、綾瀬川弓親（福山潤）                                                                     | 「We」                                                                                   | アニメ『BLEACH』関連曲                                                                   |
| 8月23日  | いぬかみっ！キャラクターコレクションCD⑦ ごきょうや・フラノ・てんそう＆啓太                                              | ごきょうや（木川絵理子）、フラノ（廣田詩夢）、てんそう（小林晃子）、川平啓太（福山潤）                                                                       | 「いぬかみっ！狂走曲 第七幕 ごきょうや・フラノ・てんそうと啓太編 Sunset Clinic＠診察中」 | アニメ『いぬかみっ！』関連曲                                                             |
| 9月8日   | TVアニメーション LOVELESS ボーカルアルバム                                                                              | 塩入弥生（福山潤） | 「Growing up」                                                                           | アニメ『LOVELESS』関連曲                                                                 |
| 9月21日  | いぬかみっ！ 狂走曲 そのいちっ！ 〜Kichijitsu Love Story!?〜                                                            | ようこ（堀江由衣）、川平啓太（福山潤） | 「情熱オムライス☆スィートコーンスープ添え」                                              | アニメ『いぬかみっ！』関連曲                                                             |
| 12月21日 | いぬかみっ！キャラクターボーカルアルバム paradiso                                                                       | 川平啓太（福山潤） | 「NEW DAYS!」                                                                            | アニメ『いぬかみっ！』関連曲                                                             |
| 12月21日 | いぬかみっ！キャラクターボーカルアルバム paradiso                                                                       | 川平啓太（福山潤）、ようこ（堀江由衣） | 「Make it Real with Love」                                                               | アニメ『いぬかみっ！』関連曲                                                             |
| 2007年   | | |                                                                                          |                                                                                          |
| 3月28日  | 武装錬金 EXPRERT-CD1 | 武藤カズキ（福山潤） | 「青春の達人」                                                                           | アニメ『武装錬金』関連曲                                                                 |
| 4月26日  | オレンジハニー 僕はキミに恋してる                                                                                       | 白石誠二（福山潤） | 「オレンジハニー」                                                                       | ゲーム『オレンジハニー 僕はキミに恋してる』オープニングテーマ                            |
| 5月23日  | コードギアス 反逆のルルーシュ Sound Episode 2                                                                           | ルルーシュ（福山潤） | 「never end」                                                                            | アニメ『コードギアス 反逆のルルーシュ』関連曲                                            |
| 7月4日   | 金色のコルダ2 〜felice〜                                                                                                | 志水桂一（福山潤） | 「Hear in Heaven」                                                                       | ゲーム『金色のコルダ』関連曲                                                             |
| 7月6日   | 少年陰陽師 キャラクターソング 花鳥風月〜残月〜                                                                          | 藤原敏次（福山潤） | 「明日への道」                                                                           | アニメ『少年陰陽師』関連曲                                                               |
| 8月22日  | 金色のコルダ〜primo passo〜ヴォーカル・コレクション                                                                     | 志水桂一（福山潤） | 「天使の吐息」                                                                           | ゲーム『金色のコルダ』関連曲                                                             |
| 8月22日  | 金色のコルダ〜primo passo〜ヴォーカル・コレクション                                                                     | 月森蓮（谷山紀章）、土浦梁太郎（伊藤健太郎）、志水桂一（福山潤）、火原和樹（森田成一）、柚木梓馬（岸尾だいすけ）、金澤紘人（石川英郎）、王崎信武（小西克幸） | 「君に捧げるHarmony」                                                                    | ゲーム『金色のコルダ』関連曲                                                             |
| 8月22日  | 金色のコルダ〜primo passo〜ヴォーカル・コレクション                                                                     | 月森蓮（谷山紀章）、土浦梁太郎（伊藤健太郎）、志水桂一（福山潤）                                                                                             | 「明日へのMelody」                                                                       | ゲーム『金色のコルダ』関連曲                                                             |
| 10月1日  | Super Stylish Doctors Songs 3 「eight beating」                                                                         | 君島究（檜山修之）、KERO☆YUKI（福山潤） | 「Please Rain〜赤い花〜」                                                                | 『S.S.D.S.』関連曲                                                                       |
| 12月5日  | テニスの王子様 THE BEST OF RIVAL PLAYERS XXXV Kenya Oshitari & Hikaru Zaizen                                            | 忍足謙也（福山潤）、財前光(荒木宏文) | 「Winning Shot」                                                                         | アニメ『テニスの王子様』関連曲                                                           |
| 12月19日 | 金色のコルダ2 〜gloria〜                                                                                                | 志水桂一（福山潤） | 「Candlelight」                                                                          | ゲーム『金色のコルダ』関連曲                                                             |
| 12月19日 | 金色のコルダ2 〜gloria〜                                                                                                | 志水桂一（福山潤）、火原和樹（森田成一）、柚木梓馬（岸尾だいすけ）、金澤紘人（石川英郎）、王崎信武（小西克幸）                                               | 「Hallelujah -ハレルヤ-」                                                                | ゲーム『金色のコルダ』関連曲                                                             |
| 2008年   | | |                                                                                          |                                                                                          |
| 1月30日  | 獣神演武 キャラクターソング+ミニドラマCD Vol.4 汰臥帝                                                                   | 汰臥帝（福山潤） | 「きみのように」                                                                         | アニメ『獣神演武』関連曲                                                                 |
| 4月16日  | 陽だまりのゲート | 滝島彗（福山潤）、狩野宙（下野紘）、山本純（代永翼）、辻竜（堀江一眞）                                                                                       | 「陽だまりのゲート」                                                                     | アニメ『S・A〜スペシャル・エー〜』関連曲                                                 |
| 4月16日  | 陽だまりのゲート | 滝島彗（福山潤） | 「Midnight Moon」                                                                        | アニメ『S・A〜スペシャル・エー〜』関連曲                                                 |
| 4月23日  | 金色のコルダ2 〜felice2〜                                                                                               | 志水桂一（福山潤） | 「Candlelight」                                                                          | ゲーム『金色のコルダ』関連曲                                                             |
| 7月16日  | Gorgeous 4U | 滝島彗（福山潤）、狩野宙（下野紘）、山本純（代永翼）、辻竜（堀江一眞）                                                                                       | 「Gorgeous 4U」                                                                          | アニメ『S・A〜スペシャル・エー〜』関連曲                                                 |
| 7月16日  | Gorgeous 4U | 滝島彗（福山潤） | 「Innocent Love」                                                                        | アニメ『S・A〜スペシャル・エー〜』関連曲                                                 |
| 9月3日   | コードギアス 反逆のルルーシュR2 Sound Episode 3                                                                         | ルルーシュ（福山潤） | 「REGENERATION」                                                                         | アニメ『コードギアス 反逆のルルーシュ』関連曲                                            |
| 9月17日  | S・A〜スペシャル・エー〜 キャラソンコレクション！                                                                       | 滝島彗（福山潤） | 「Gorgeous 4U（彗Ver.）」                                                                | アニメ『S・A〜スペシャル・エー〜』関連曲                                                 |
| 9月24日  | Alice in deep sea〜深い海の国のアリス〜                                                                                 | トゥイードルディー、トゥイードルディーダム（福山潤） | 「W.Liar」                                                                               | ゲーム『クローバーの国のアリス〜Wonderful Wonder World〜』関連曲                         |
| 2009年   | | |                                                                                          |                                                                                          |
| 8月12日  | 金色のコルダ 〜secondo passo〜 Tears                                                                                    | 志水桂一（福山潤） | 「あなたの鼓動（リズム）」                                                               | ゲーム『金色のコルダ』関連曲                                                             |
| 2010年   | | |                                                                                          |                                                                                          |
| 2月17日  | THE PRINCE OF TENNIS 2009.9.6 HOLY GROUND in ARIAKE COLOSSEUM                                                           | 四天宝寺オールスターズ | 「浪速のソーラン節」                                                                     | アニメ『テニスの王子様』関連曲                                                           |
| 3月24日  | 金色のコルダ３ 〜熱き心の調べよ〜                                                                                       | 如月響也（福山潤） | 「お前ってヤツは！」                                                                     | ゲーム『金色のコルダ3』関連曲                                                            |
| 3月24日  | 金色のコルダ３ 〜熱き心の調べよ〜                                                                                       | 如月響也（福山潤）、如月律（小西克幸）、榊大地（内田夕夜）、水嶋悠（水橋かおり）                                                                             | 「BLUE SKY BLUE」                                                                        | ゲーム『金色のコルダ3』関連曲                                                            |
| 4月21日  | WORKING!! DVD 第1巻完全生産限定版 特典CD                                                                                | 小鳥遊宗太（福山潤）、佐藤潤（小野大輔）、相馬博臣（神谷浩史）                                                                                               | 「ハートのエッジに挑もう Go to Heart Edge」                                              | アニメ『WORKING!!』エンディングテーマ                                                    |
| 6月23日  | 情熱-ワンナイト-バッチョーネ/ロマンティックPuzzle                                                                       | メトロポリスV〔G・グィード（遊佐浩二〕、N・ネイサン（神谷浩史）、C・クロムウェル（大塚明夫）、F・フレデリック（福山潤）、D・ディディエ（鈴木千尋）           | 「情熱-ワンナイト-バッチョーネ」 「ロマンティックPuzzle」                                | ゲーム『Lucian Bee's JUSTICE YELLOW』関連曲                                              |
| 7月28日  | 裏切りは僕の名前を知っている オリジナルドラマCD 2                                                                       | 叢雨九十九（福山潤）、叢雨十瑚（井上麻里奈） | 「約束の海」                                                                             | アニメ『裏切りは僕の名前を知っている』関連曲                                             |
| 9月1日   | 黒執事II キャラクターソング Vol.3「赤執事、紅唱」                                                                       | グレル・サトクリフ（福山潤） | 「深紅」 「Kill★in the Heaven」                                                          | アニメ『黒執事』関連曲                                                                   |
| 9月15日  | 金色のコルダ３ 〜旋律は深く甘美く〜                                                                                     | 如月響也（福山潤） | 「星のカケラ」                                                                           | ゲーム『金色のコルダ3』関連曲                                                            |
| 10月20日 | ぬらりひょんの孫 キャラクターCDシリーズ1 奴良リクオ/鴆                                                                  | 奴良リクオ（福山潤） | 「True Blood」                                                                           | アニメ『ぬらりひょんの孫』関連曲                                                         |
| 2011年   | | |                                                                                          |                                                                                          |
| 1月12日  | 伝説の勇者の伝説 キャラクターフィーチャリングCD ライナ編                                                                | ライナ・リュート（福山潤） | 「微睡みを探して」                                                                       | アニメ『伝説の勇者の伝説』関連曲                                                         |
| 1月19日  | ぬらりひょんの孫 キャラクターCDシリーズ4 奴良リクオ/清継&島                                                             | 奴良リクオ（福山潤） | 「ひとつの鼓動」                                                                         | アニメ『ぬらりひょんの孫』関連曲                                                         |
| 4月27日  | Starry☆Days | 土萌羊（緑川光）、天羽翼（鈴村健一）、木ノ瀬梓（福山潤） | 「Starry☆Days」                                                                          | アニメ『Starry☆Sky』関連曲                                                               |
| 6月22日  | WORKING!! きゃらそん☆MENU 1 小鳥遊宗太 starring 福山潤                                                                  | 小鳥遊宗太（福山潤） | 「Sweet Little Things」 「ワグナリア賛歌〜a day of 小鳥遊宗太」                          | アニメ『WORKING!!』関連曲                                                                |
| 7月22日  | デッドマン・ワンダーランド キャラクターソング 東弦角                                                                    | DWB feat. ROKURO（福山潤） | 「キザンガイ」                                                                           | アニメ『デッドマン・ワンダーランド』関連曲                                               |
| 9月7日   | いつか天魔の黒ウサギ キャラクターソングCD vol.2                                                                         | 紅日向（福山潤） | 「Heads or Tails？」                                                                     | アニメ『いつか天魔の黒ウサギ』関連曲                                                     |
| 9月21日  | 伝説の勇者の伝説 Blu-ray特典 忘却欠片CD                                                                                 | ライナ・リュート（福山潤）、シオン・アスタール（小野大輔）                                                                                                   | 「君思う空の下」                                                                         | アニメ『伝説の勇者の伝説』関連曲                                                         |
| 11月2日  | WORKING'!! DVD第1巻 完全生産限定版 特典CD                                                                               | 小鳥遊宗太（福山潤）、佐藤潤（小野大輔）、相馬博臣（神谷浩史）                                                                                               | 「いつものようにLOVE&PEACE!!」                                                           | アニメ『WORKING'!!』エンディングテーマ                                                   |
| 11月12日 | S.S.D.S.キャラクターソング 愛の熱唱シリーズVol.3 Kero-Mitz（ケロミッツ）                                                | KERO☆YUKI（福山潤） | 「Hop Step Kiss」                                                                        | 『S.S.D.S.』関連曲                                                                       |
| 12月21日 | La Festa La Vita! | リベルタ starring 福山潤 | 「七つの海」                                                                             | ゲーム『アルカナ・ファミリア -La storia della Arcana Famiglia-』関連曲                   |
| 2012年   | | |                                                                                          |                                                                                          |
| 2月22日  | 新テニスの王子様 ENJOY                                                                                                  | 網球男児 | 「ENJOY」                                                                                | アニメ『新テニスの王子様』エンディングテーマ                                             |
| 4月25日  | クラ×ラバ ラストシングル マイスターシンガーズ                                                                           | マイスターシンガーズ | 「組曲 Crescendo of Love」                                                               | 『クラ×ラバ』関連曲                                                                      |
| 5月23日  | デュラララッピング!!-デュラララ!!キャラクターソングコレクション-                                                        | 岸谷新羅（福山潤） | 「DIAMONDS」                                                                             | アニメ『デュラララ!!』関連曲                                                             |
| 6月20日  | Bamboo☆Scramble | パンダ（福山潤） | 「Bamboo☆Scramble」 「しろくまカフェ〜パンダ〜」                                         | アニメ『しろくまカフェ』エンディングテーマ                                               |
| 8月29日  | 百合男子キャラクターソングCD                                                                                            | 花寺啓介（福山潤） | 「Lost In Lovin' You」                                                                   | 『百合男子』関連曲                                                                       |
| 9月5日   | Pieces of Treasure | リベルタ（福山潤）、ノヴァ（代永翼） | 「Pieces of Treasure」                                                                   | アニメ『アルカナ・ファミリア -La storia della Arcana Famiglia-』エンディングテーマ       |
| 9月26日  | TV アルカナ・ファミリア vol.1 封入特典非売品ヴォーカルCD「Lucky First Bite」                                            | リベルタ（福山潤） | 「Lucky First Bite」                                                                     | アニメ『アルカナ・ファミリア -La storia della Arcana Famiglia-』関連曲                   |
| 11月4日  | DT捨テル/レッツゴーED                                                                                                   | ゴールデン・イクシオン・ボンバー DT | 「DT捨テル」                                                                             | アニメ『イクシオン サーガ DT』オープニングテーマ                                         |
| 11月7日  | K vol.1 同梱CD(キャラクターソングCD)                                                                                    | 八田美咲（福山潤） | 「ワイルド・クロウ」                                                                     | アニメ『K』関連曲                                                                        |
| 12月19日 | 「青の祓魔師」 Character Song                                                                                           | 奥村雪男（福山潤） | 「dedicate」                                                                             | アニメ『青の祓魔師』関連曲                                                               |
| 12月20日 | ダイヤの国のアリス〜Wonderful Wonder World〜 イメージアルバム                                                           | トゥイードル＝ディー、トゥイードル＝ダム（福山潤） | 「二重スパイのアリバイ工作」                                                             | ゲーム『ダイヤの国のアリス〜Wonderful Wonder World〜』関連曲                             |
| 2013年   | | |                                                                                          |                                                                                          |
| 1月23日  | STAR DRIVER 輝きのタクト Songs & Soundtracks SONG COLLECTION                                                            | シンドウ・スガタ（福山潤） | 「憂いの鎖」                                                                             | アニメ『STAR DRIVER 輝きのタクト』関連曲                                                 |
| 3月27日  | 金色のコルダ３ 〜恋慕（こい）の歓喜（ハピネス）〜                                                                       | 如月響也（福山潤） | 「ずっとオレのそばで」                                                                   | ゲーム『金色のコルダ3』関連曲                                                            |
| 2月27日  | IXION SAGA DT CHERRY BEST of DT                                                                                         | DT御一行 | 「DT音頭」                                                                               | アニメ『イクシオン サーガ DT』関連曲                                                     |
| 2月27日  | IXION SAGA DT CHERRY BEST of DT                                                                                         | マリアンデール（福山潤） | 「どっちつかずのマイボディ」                                                             | アニメ『イクシオン サーガ DT』関連曲                                                     |
| 2月27日  | 華アワセ ヴォーカルCD 「五光」                                                                                          | いろは(寺島拓篤)、蛟(福山潤)、姫空木(立花慎之介)、唐紅（日野聡）、うつつ(杉山紀彰)                                                                           | 「華アワセ」                                                                             | ゲーム『華アワセ』関連曲                                                                 |
| 2月27日  | 華アワセ ヴォーカルCD 「五光」                                                                                          | 蛟（福山潤） | 「月の瞼」 「華アワセ -蛟ver.-」※アニメイト限定版                                        | ゲーム『華アワセ』関連曲                                                                 |
| 11月6日  | TVアニメ「魔界王子」キャラクターソングミニアルバム                                                                      | ケヴィン・セシル（福山潤） | 「一つだけの羽」                                                                         | アニメ『魔界王子』関連曲                                                                 |
| 11月13日 | Say Yeah! | 天才テラス組 | 「Say Yeah!」                                                                            | アニメ『ファイ・ブレイン 神のパズル』エンディングテーマ                                  |
| 11月27日 | 黒子のバスケ キャラクターソング SOLO SERIES Vol. 14                                                                     | 花宮真（福山潤） | 「MAD BREAKER」 「STEAL YOUR BREATH」                                                    | アニメ『黒子のバスケ』関連曲                                                             |
| 12月25日 | キングダムキャラクターソングミニアルバム‐智‐                                                                            | 嬴政（福山潤） | 「闘わざるもの夢見るべからず」                                                           | アニメ『キングダム』関連曲                                                               |
| 2014年   | | |                                                                                          |                                                                                          |
| 2月26日  | 華アワセ 姫空木編 ヴォーカルCD 「望月」                                                                                 | いろは（寺島拓篤）、蛟（福山潤）、姫空木（立花慎之介）、唐紅（日野聡）、うつつ（杉山紀彰）                                                                   | 「月朧」                                                                                 | ゲーム『華アワセ』関連曲                                                                 |
| 2月26日  | 華アワセ 姫空木編 ヴォーカルCD 「望月」                                                                                 | 蛟（福山潤） | 「慟哭の調べ」 「月朧 -蛟ver.-」                                                         | ゲーム『華アワセ』関連曲                                                                 |
| 3月24日  | マクロス30周年記念 超時空デュエット集 娘コラ×                                                                           | ルカ・アンジェローニ（福山潤）、松浦ナナセ（桑島法子） | 「恋のバナナムーン」                                                                     | アニメ『マクロスF』関連曲                                                                |
| 4月23日  | ロマネスクレコード 其ノ参 暁の輪舞曲-beyond the luna-                                                                   | 藤田五郎（福山潤）、小泉八雲（立花慎之介） | 「暁の輪舞曲-beyond the luna-」                                                          | ゲーム『明治東亰恋伽』関連曲                                                             |
| 4月25日  | 黒子のバスケ 2nd SEASON 4 初回封入特典 SPECIAL CD                                                                       | 花宮真（福山潤） | 「セイシュンTIP-OFF!!〜MVP花宮ver.」                                                     | アニメ『黒子のバスケ』関連曲                                                             |
| 5月28日  | 金色のコルダ Blue♪Sky オリジナル・サウンドトラック                                                                      | Maestro♪Fields | 「WINGS TO FLY」                                                                         | ゲーム『金色のコルダ3』関連曲                                                            |
| 6月4日   | THE BEST OF MAGI | カシム（福山潤） | 「光」                                                                                   | アニメ『マギ』関連曲                                                                     |
| 7月9日   | ノラガミ 5 初回生産限定版 Blu-ray＆DVD 特典CD                                                                           | 毘沙門(沢城みゆき)、兆麻(福山潤) | 「花篝り」                                                                               | アニメ『ノラガミ』関連曲                                                                 |
| 7月30日  | THE PRINCE OF TENNIS Ⅱ SHITENHOJI SUPER STARS                                                                           | 忍足謙也（福山潤） | 「Nobody can stop」                                                                      | アニメ『新テニスの王子様』関連曲                                                         |
| 7月30日  | THE PRINCE OF TENNIS Ⅱ SHITENHOJI SUPER STARS                                                                           | 四天宝寺オールスターズ | 「勝手に四天フェスタ」                                                                   | アニメ『新テニスの王子様』関連曲                                                         |
| 8月20日  | 金色のコルダ Blue♪Sky focus on 星奏学院                                                                                 | 如月響也（福山潤）、如月律（小西克幸） | 「月虹のEnsemble」                                                                       | ゲーム『金色のコルダ3』関連曲                                                            |
| 8月20日  | 金色のコルダ Blue♪Sky focus on 星奏学院                                                                                 | 如月響也（福山潤） | 「KYOYA Sings WINGS TO FLY」                                                             | ゲーム『金色のコルダ3』関連曲                                                            |
| 8月20日  | 金色のコルダ Blue♪Sky focus on 星奏学院                                                                                 | 星奏学院オーケストラ部 | 「Andante 〜featuring 星奏学院高校」                                                     | ゲーム『金色のコルダ3』関連曲                                                            |
| 8月20日  | 金色のコルダ Blue♪Sky focus on 星奏学院                                                                                 | 星奏学院オーケストラ部、至誠館高校吹奏楽部、神南高校管弦楽部、横浜天音学園室内楽部                                                                           | 「Andante 〜featuring All of Main Characters」                                           | ゲーム『金色のコルダ3』関連曲                                                            |
| 8月27日  | 烈車戦隊トッキュウジャー キャラクターソングス シャドーライン                                                            | ネロ男爵（福山潤） | 「Darkness 〜闇の勇者〜」                                                                | テレビドラマ『烈車戦隊トッキュウジャー』関連曲                                           |
| 2015年   | | |                                                                                          |                                                                                          |
| 1月21日  | I miss you の3メートル                                                                                                  | 地球征服部 | 「I miss you の3メートル」 「我ら正義のカエルラ・アダマス!!」                            | アニメ『美男高校地球防衛部LOVE!』エンディングテーマ                                      |
| 2月18日  | 美男高校地球防衛部LOVE! キャラクターソングCD2 カエルラ・アダマス SONGS 〜Conquest!〜                                    | 有馬燻（福山潤） | 「Butler's Philosophy」                                                                  | アニメ『美男高校地球防衛部LOVE!』関連曲                                                  |
| 2月18日  | 青春サツバツ論 | MC-KORO（福山潤） | 「NuruNuru Rap」                                                                         | アニメ『暗殺教室』関連曲                                                                 |
| 3月25日  | 七つの大罪ヴォーカルコレクション「バン VS キング」                                                                      | キング（福山潤） | 「飛んでピース」                                                                         | アニメ『七つの大罪』関連曲                                                               |
| 5月27日  | 自力本願レボリューション                                                                                                | 殺おにいさん（福山潤） | 「ころたいそう」                                                                         | アニメ『暗殺教室』関連曲                                                                 |
| 5月13日  | 新テニスの王子様 Party Time                                                                                             | 網球男児 | 「Party Time」                                                                           | アニメ『新テニスの王子様』エンディングテーマ                                             |
| 6月24日  | 金色のコルダ プロジェクトff（フォルテッシモ）2 志水・衛藤・翔麻                                                         | 志水桂一（福山潤）、衛藤桐也（日野聡） | 「Melodic Heart」                                                                        | ゲーム『金色のコルダ』関連曲                                                             |
| 8月12日  | WORKING!!! BD・DVD第1巻特典CD                                                                                           | 小鳥遊宗太（福山潤）、佐藤潤（小野大輔）、相馬博臣（神谷浩史）                                                                                               | 「まつ毛にLOCK」                                                                         | アニメ『WORKING!!!』エンディングテーマ                                                   |
| 8月19日  | 華アワセ 唐紅/うつつ編 ヴォーカルCD 「花嵐」                                                                            | いろは（寺島拓篤）、蛟（福山潤）、姫空木（立花慎之介）、唐紅（日野聡）、うつつ（杉山紀彰）                                                                   | 「乱レ桜」                                                                               | ゲーム『華アワセ』関連曲                                                                 |
| 8月19日  | 華アワセ 唐紅/うつつ編 ヴォーカルCD 「花嵐」                                                                            | 蛟（福山潤） | 「朱色の叫び」 「乱レ桜 -蛟ver.-」                                                       | ゲーム『華アワセ』関連曲                                                                 |
| 8月26日  | ボーイフレンド（仮）キャラクターCDシリーズvol.5 九条生晋＆西園寺蓮＆鷹司正臣＆壬生虎冴                                  | 西園寺蓮（福山潤） | 「華模様」                                                                               | ゲーム『ボーイフレンド（仮）』関連曲                                                     |
| 10月15日 | YOU SEE? | 忍足侑士（木内秀信）、忍足謙也（福山潤） | 「DNA〜西へ東へ〜」                                                                      | アニメ『新テニスの王子様』関連曲                                                         |
| 12月16日 | SIX SAME FACES 〜今夜は最高!!!!!!〜                                                                                     | イヤミ（鈴村健一） feat.おそ松（櫻井孝宏）、カラ松（中村悠一）、チョロ松（神谷浩史）、一松（福山潤）、十四松（小野大輔）、トド松（入野自由）                 | 「SIX SAME FACES 〜今夜は最高!!!!!!〜」                                                  | アニメ『おそ松さん』エンディングテーマ                                                   |
| 12月23日 | ハマトラ HAMATORACKS | バースディ（福山潤） | 「Summer Venuse」 「See you again!」                                                     | アニメ『ハマトラ』関連曲                                                                 |
| 2016年   | | |                                                                                          |                                                                                          |
| 2月24日  | 星空ランデブー | 聖ジョルジョ（杉田智和）、メディチ（立花慎之介）、ヘルメス（福山潤）、マルス（小野大輔）                                                                     | 「星空ランデブー」                                                                       | アニメ『石膏ボーイズ』主題歌                                                             |
| 2月24日  | QUESTION | 3年E組ヌル担、殺せんせー（福山潤） | 「3年E組 ヌルヌル音頭」                                                                  | アニメ『暗殺教室』関連曲                                                                 |
| 3月9日   | ボーイフレンド（仮）キャラクターソングアルバムvol.2                                                                     | 九条生晋（遊佐浩二）、西園寺蓮（福山潤）、鷹司正臣（谷山紀章）、壬生虎冴（柿原徹也）                                                                         | 「君が答えに辿り着くまで」                                                               | ゲーム『ボーイフレンド（仮）』関連曲                                                     |
| 3月16日  | SIX SHAME FACES 〜今夜も最高!!!!!!〜                                                                                    | トト子（遠藤綾） feat.おそ松（櫻井孝宏）、カラ松（中村悠一）、チョロ松（神谷浩史）、一松（福山潤）、十四松（小野大輔）、トド松（入野自由）                   | 「SIX SHAME FACES 〜今夜も最高!!!!!!〜」                                                 | アニメ『おそ松さん』エンディングテーマ                                                   |
| 3月30日  | 金色のコルダ３ EverySky                                                                                                 | 如月響也（福山潤） | 「STELLA SOL STELLA」                                                                    | ゲーム『金色のコルダ3』関連曲                                                            |
| 3月30日  | 金色のコルダ３ EverySky                                                                                                 | 如月響也（福山潤）、如月律（小西克幸）、榊大地（内田夕夜）、水嶋悠（水橋かおり）、 ニア（佐藤朱）、小日向かなで（高木礼子）                                  | 「STELLA SOL STELLA」                                                                    | ゲーム『金色のコルダ3』関連曲                                                            |
| 3月30日  | 金色のコルダ４ JOYFUL                                                                                                   | Maestro♪Fields | 「JOYFUL」                                                                               | ゲーム『金色のコルダ3』関連曲                                                            |
| 3月30日  | 金色のコルダ４ JOYFUL                                                                                                   | 如月響也（福山潤） | 「JOYFUL」                                                                               | ゲーム『金色のコルダ3』関連曲                                                            |
| 7月27日  | デュラララ!!×2 結 第6巻 完全生産限定版特典CD                                                                            | 岸谷新羅（福山潤） | 「君がいるだけで」                                                                       | アニメ『デュラララ!!』関連曲                                                             |
| 9月7日   | おそ松さん Original Sound Track Album                                                                                   | イヤミ（鈴村健一）、トト子（遠藤綾） feat.おそ松さんオールスターズ                                                                                           | 「SIX SAME FACES 〜今夜も最高!!!!!!!!!!!!!!〜 type FINAL」                               | テレビアニメ『おそ松さん』エンディングテーマ                                             |
| 9月22日  | ロマネスクレコード2 其ノ伍 終わらぬ刻                                                                                   | 藤田五郎（福山潤） | 「終わらぬ刻」                                                                           | ゲーム『明治東亰恋伽』関連曲                                                             |
| 2017年   | | |                                                                                          |                                                                                          |
| 4月5日   | ボーイフレンド（仮） きらめき☆ノート コンプリートコレクション #01                                                       | 藤城生徒会 | 「華は絢爛」                                                                             | ゲーム『ボーイフレンド（仮） きらめき☆ノート』関連曲                                     |
| 9月27日  | ボーイフレンド（仮）プロジェクト ミュージックアルバム 藤城学園 #01                                                      | 一ノ瀬学（平川大輔）、桑門碧（日野聡）、西園寺蓮（福山潤）& Voice Performance 月読理京（石田彰）                                                             | 「桜の約束〜始まりの場所〜」                                                             | ゲーム『ボーイフレンド（仮）』関連曲                                                     |
| 12月6日  | レッツゴー！ムッツゴー！〜6色の虹〜                                                                                     | ROOTS66 with 松野家6兄弟 | 「レッツゴー！ムッツゴー！〜6色の虹〜 早松66」                                           | アニメ『おそ松さん』第2期エンディングテーマ                                              |
| 12月6日  | レッツゴー！ムッツゴー！〜6色の虹〜                                                                                     | ROOTS66 with 松野家6兄弟 | 「レッツゴー！ムッツゴー！〜6色の虹〜 遅松66」                                           | アニメ『おそ松さん』第2期エンディングテーマ                                              |
| 2018年   | | |                                                                                          |                                                                                          |
| 2月21日  | コードギアス 反逆のルルーシュ CODE BLACK+                                                                               | ルルーシュ（福山潤） | 「Back to Zero」 「libra」                                                               | テレビアニメ『コードギアス 反逆のルルーシュ』関連曲                                      |
| 2月28日  | 大人÷6×子供×6 | The おそ松さんズ with 松野家6兄弟 | 「大人÷6×子供×6」                                                                        | テレビアニメ『おそ松さん』第2期エンディングテーマ                                        |
| 7月7日   | K SEVEN STORIES Episode 6「Circle Vision 〜Nameless Song〜」アイドルK〈Kiss!Kiss!Kiss!〉CD付全国特別共通鑑賞券          | 伊佐那社（浪川大輔）、夜刀神狗朗（小野大輔）、八田美咲（福山潤）、伏見猿比古（宮野真守）、比水流（興津和幸）、御芍神紫（森田成一）                           | 「Kiss!Kiss!Kiss!」                                                                      | アニメ『ザ・アイドルK』関連曲                                                            |
| 2019年   | | |                                                                                          |                                                                                          |
| 2月27日  | テレビアニメ『明治東亰恋伽』エンディングテーマ集                                                                        | 川上音二郎（鳥海浩輔）、藤田五郎（福山潤） | 「宵や、酔いや -Yoiya Yoiya-」                                                           | アニメ『明治東亰恋伽』エンディングテーマ                                                 |
| 5月22日  | 真夜中のオカルト公務員 キャラクターソング                                                                               | 宮古新（福山潤）、姫塚セオ（入野自由）、榊京一（前野智昭）                                                                                                   | 「シゴトオワリ。」                                                                       | アニメ『真夜中のオカルト公務員』関連曲                                                   |
| 6月26日  | えいがのおそ松さん オリジナルサウンドトラック                                                                           | 松野カラ松（中村悠一）、松野チョロ松（神谷浩史）、松野一松（福山潤）、松野十四松（小野大輔）、松野トド松（入野自由）                                         | 「赤塚ホテル」                                                                           | アニメ『えいがのおそ松さん』関連曲                                                       |
| 8月9日   | Starry☆Sky〜Song in 4 seasons〜                                                                                         | 木ノ瀬梓（福山潤） | 「Sea-staR」                                                                             | ゲーム『Starry☆Sky』関連曲                                                               |
| 2020年   | | |                                                                                          |                                                                                          |
| 12月16日 | Max Charm Faces 〜彼女は最高♡♡!!!!!!〜                                                                                  | Shuta Sueyoshi with Totoko（遠藤綾）♡Nya（山下七海） & 松野家6兄弟                                                                                           | 「Max Charm Faces 〜彼女は最高♡♡!!!!!!〜」                                               | テレビアニメ『おそ松さん』第3期エンディングテーマ                                        |
| 2021年   | | |                                                                                          |                                                                                          |
| 2月24日  | Amazing Intelligence 〜クズは最高!!!!!!!!!!!!!♡♡△△〜                                                                    | オムスビ（山本和臣） with おそ松さんオールスターズ | 「Amazing Intelligence 〜クズは最高!!!!!!!!!!!!!♡♡△△〜」                                 | テレビアニメ『おそ松さん』第3期エンディングテーマ                                        |
| 3月3日   | 金色のコルダ スターライトオーケストラ① Start Up 〜星奏学院〜                                                            | 一ノ瀬銀河（福山潤） | 「Make A Wish」                                                                          | ゲーム『金色のコルダ スターライトオーケストラ』関連曲                                    |
| 7月28日  | ホリミヤ BD・DVD第6巻特典CD                                                                                             | 柳明音（福山潤） | 「Baby Baby」                                                                            | テレビアニメ『ホリミヤ』関連曲                                                           |
| 8月18日  | おそ松さん Original Sound Track Album3                                                                                  | Shuta Sueyoshi with Totoko（遠藤綾）♡Nya（山下七海） & 松野家6兄弟                                                                                           | 「Max Charm Faces 〜彼女は最高♡♡!!!!!!〜 Smile Again」                                   | テレビアニメ『おそ松さん』第3期エンディングテーマ                                        |
| 8月18日  | おそ松さん Original Sound Track Album3                                                                                  | オムスビ（山本和臣） with おそ松さんオールスターズ | 「Amazing Intelligence 〜クズは最高!!!!!!!!!!!!!♡♡△△〜 Type FINAL」                      | テレビアニメ『おそ松さん』第3期エンディングテーマ                                        |
| 2022年   | | |                                                                                          |                                                                                          |
| 5月11日  | STARDUST CHILDREN 〜GRANBLUE FANTASY〜                                                                                  | カトル（福山潤）、エッセル（佐藤利奈） | 「STARDUST CHILDREN 〜GRANBLUE FANTASY〜」                                               | ゲーム『グランブルーファンタジー』関連曲                                                 |
| 11月23日 | 永久少年 Eternal Boys ステージ1                                                                                         | 永久少年 | 「Eternal」                                                                              | テレビアニメ『永久少年 Eternal Boys』挿入歌                                              |
| 12月21日 | 「吸血鬼すぐ死ぬ」キャラクターソング入りサウンドトラック①                                                               | ドラルク（福山潤） | 「真祖にして無敵のドラルク様」                                                           | テレビアニメ『吸血鬼すぐ死ぬ』関連曲                                                     |
| 2023年   | | |                                                                                          |                                                                                          |
| 1月25日  | 永久少年 Eternal Boys ステージ2                                                                                         | 永久少年 | 「My Way」                                                                               | テレビアニメ『永久少年 Eternal Boys』オープニングテーマ                                  |
| 3月23日  | 永久少年 Eternal Boys ステージ3                                                                                         | 永久少年 | 「Again」                                                                                | テレビアニメ『永久少年 Eternal Boys』挿入歌                                              |
| 6月9日   | Red line | 永久少年 | 「Red line」                                                                             | 劇場アニメ『永久少年 Eternal Boys NEXT STAGE』主題歌                                     |
| 2024年   | | |                                                                                          |                                                                                          |
| 3月27日  | GRANBLUE FANTASY CHARACTER SONGS Best Album Vol.1                                                                       | グラン（小野友樹）、シエテ（諏訪部順一）、カトル（福山潤）、シス（檜山修之）                                                                                 | 「キミとボクのミライ Another Ver.」                                                      | ゲーム『グランブルーファンタジー』関連曲                                                 |

### その他参加作品
| 発売日         | 商品名                                    | 歌               | 楽曲                                      | 備考                                         |
| -------------- | ----------------------------------------- | ---------------- | ----------------------------------------- | -------------------------------------------- |
| 2005年11月23日 | 君という名の光                            | Cluster'S        | 「君という名の光」 「未来の地図」         | アニメ『クラスターエッジ』エンディングテーマ |
| 2006年2月22日  | クラスターエッジ キャラクターコレクション | 下野紘、福山潤   | 「空に行けば君がいる」                    | アニメ『クラスターエッジ』関連曲             |
| 2006年2月22日  | 僕たちの奇蹟                              | Cluster'S        | 「僕たちの奇蹟」 「流星シュート」         | アニメ『クラスターエッジ』オープニングテーマ |
| 2012年2月22日  | ディズニー・デート 声の王子様             | 福山潤           | 「ビビディ・バビディ・ブー」              |                                              |
| 2015年8月05日  | モリモリマッスルスル                      | 福山潤、野島裕史 | 「モリモリマッスルスル」 「白いスピード」 | テレビ番組『福山ッスル！』関連曲             |
| 2023年12月6日  | SID Tribute Album -Anime Songs-           | 福山潤           | 「慈雨のくちづけ」                        |                                              |

## 書籍
- 福山潤 FirstLive&PhotoBOOK 扉（2011年、主婦の友社、ISBN 978-4-07-275814-4）
- 福山潤オフィシャルブログBOOK 気になるアイツはポンチョ〜ヌ（2011年、ジャイブ、ISBN 978-4-86176-835-4）
- 君にささやく毎日 Photo&Voice 日めくり（2019年、河出書房新社、ISBN 978-4-309-29064-5）
- 福山 潤 アーティストブック 展望録　(2020年、ポニーキャニオン、BRZP.07305）※アニメイト・きゃにめ販路限定商品